# ストライクウィッチーズの登場人物
ストライクウィッチーズの登場人物（ストライクウィッチーズのとうじょうじんぶつ）では、『ストライクウィッチーズ』をはじめとする、島田フミカネ＆Projekt Kagonishもしくは島田フミカネ＆Projekt World Witches原作のメディアミックス作品『ワールドウィッチーズ』シリーズに登場する人物について記述する。
本作の登場人物には実在の第二次世界大戦期の人物をイメージモデルとしている場合があり、プロフィールやバックグラウンドの設定にも反映されているが、誰がイメージモデルであるかは原則的に公表されていないため、適切な出典のないものについては当記事には記載しない。
当記事では、登場人物は「ストライクウィッチーズ」系統、「ブレイブウィッチーズ」系統、「ルミナスウィッチーズ」、「スオムスいらん子中隊」系統、「アフリカの魔女」系統、その他の個別作品、ワールドウィッチーズ（イラストコラム）に分類する。それぞれの所属作品等は各項冒頭を確認のこと。

## 「ストライクウィッチーズ」系統
当項では
- アニメ『ストライクウィッチーズ 機械化乙女秘メ事パック』収録OVA、『ストライクウィッチーズ』、『ストライクウィッチーズ2』、『ストライクウィッチーズ劇場版』、『ストライクウィッチーズ Operation Victory Arrow』、『ストライクウィッチーズ ROAD to BERLIN』
- 小説『乙女の巻』、『ストライクウィッチーズ2』、『ストライクウィッチーズ劇場版 還りたい空』、『ストライクウィッチーズ Memorial Episode いっしょだよ』
- コミック『ストライクウィッチーズ キミとつながる空』、『ストライクウィッチーズ キミとの絆のカタチ』、『ストライクウィッチーズ 第501統合戦闘航空団』

登場の人物について扱う。

### 第501統合戦闘航空団「ストライクウィッチーズ」
宮藤 芳佳（みやふじ よしか）
声 - 福圓美里
誕生日：8月18日 / 年齢：14歳（アニメ『ストライクウィッチーズ』開始時点） / 身長：150cm / 原隊：扶桑皇国海軍遣欧艦隊第24航空戦隊288航空隊 / 階級：軍曹（『ストライクウィッチーズ』）→軍医少尉（『ストライクウィッチーズ劇場版』・原隊）→曹長（『ROAD to BERLIN』・501JFWでの階級） / 固有魔法：治癒能力 / 使用機材：A6M3a 零式艦上戦闘脚二二型甲（『ストライクウィッチーズ』→『ストライクウィッチーズ2』第7話）→J7W1震電（『ストライクウィッチーズ2』第8話～『ストライクウィッチーズ劇場版』）→紫電二一型（『ストライクウィッチーズ ROAD to BERLIN』第3～10話）→震電（『ストライクウィッチーズ ROAD to BERLIN』第12話） / 使用武器：九九式二号二型改13mm機関銃、M712シュネルフォイアー / 使い魔：豆柴の「九字兼定」 / イメージモデル：武藤金義
「ストライクウィッチーズ」系統作品の主人公。通称「ちびっ子」「豆藤」。
代々魔法力が衰えない家系に生まれ、強大な魔法力、特に生まれつき強い治癒の固有魔法を持つ。最初の渡欧時には乗艦していた空母「赤城」の危機を救おうとして訓練も何も受けずストライカーユニットを装着しての飛行に成功する潜在能力の高さを示し、シールドはネウロイの集中砲火をも余裕で受け止められる程に巨大な物を展開できる。しかしあまりにも強大すぎるため、上手く制御出来ない。治癒魔法も含め、魔法力の強大さは他の部隊のウィッチたちにも知れ渡っている。
誰とでもすぐに仲良くなれる明るい性格で、おっとりして無頓着で純朴で何事にも前向きで一所懸命。それ故に自分が納得できないことには命令であっても従わずに真っ直ぐに突き進む。時にその真っ直ぐさゆえに周りが見えなくなり、戦闘においてピンチを招くこともある。じっとしているのが苦手で、努力家で常に身体を動かしていないと気が済まない働き者。自らの魔法力の強大さを自覚しつつ、それを人々を救う力として使いたいと強く願っており、いざという時にはその潜在能力を発揮し、驚くべき活躍を見せることがある。
父・宮藤一郎は研究者であり、ストライカーユニットの開発者でもある。唐突な事情かつ半ば勢いで軍に入隊した為、軍隊の内務事情や知識には疎い。訓練を受けていないため魔法力の制御が不得意で、固有魔法である治癒能力をコントロールできず治療さえも満足にできなかったが、次第に自分の力にしていく。普段はリーネと共に基地の家事当番を担っており、料理が得意（ただし扶桑料理限定）。
1944年、扶桑・横須賀第四女子中学校の学生だった芳佳の元に父・宮藤一郎博士から手紙が届いたことをきっかけに、芳佳の能力を高く評価し軍にスカウトしていた美緒とともに渡欧。
『ストライクウィッチーズ』後半に出現した人型ネウロイへ独断でコミュニケーションを取ろうと試みた結果、美緒を負傷させてしまい、謹慎を命じられるも再び独断専行で人型ネウロイと接触、ウォーロックの正体を知る。直後にマロニーにより501JFWが解散させられ扶桑に帰国する途上、ウォーロックの暴走を知り美緒のストライカーユニットでウォーロックと交戦。駆けつけた501JFWの仲間たちと共に、自身のストライカーユニットに履き替えウォーロックと融合してネウロイ化した赤城を撃破し、ガリアを解放に導く。
その後は作中での一連の軍規違反による懲戒処分として不名誉除隊となり予備役編入。この期間中、『ブレイブウィッチーズ』第9話では、同2話での戦闘で重傷を負って昏睡状態になっていた孝美を治癒魔法で回復させた。
『ストライクウィッチーズ2』では、ヴェネツェア陥落とリーネの救援要請を聞き、再び欧州へ向かうことを決意。一度は美緒に止められるも、ストライカーユニットで美緒が乗った二式大艇を追い、アドリア海で他の501JFWメンバーと合流、再結成に参加する。中盤、魔法力の強大化から不調に陥るも、「震電」に乗り換えて克服。最終決戦では、美緒を取り込んだネウロイの巣の巨大コアに対し全魔法力をもって「真・烈風斬」を放ち撃破するも、自身は全魔法力を失った。
『ストライクウィッチーズ劇場版』では医者になるため勉強に励んでいたが、ヘルウェティアへ留学することになる。だがその途中の村でネウロイに襲われるも、元501JFWの仲間の呼び掛けにより魔法力が復活。ネウロイを撃破し、再結成された501JFWと共にカールスラントへ向かうことになる。
『ストライクウィッチーズ ROAD to BERLIN』では短期間ながらヘルウェティアの医学校に留学していたところ美緒の訪問を受け、学友アルテアの父の危機を察してアントウェルペンへと出撃し、501JFW再結成に参加する。しかし魔法力と魔法圧に問題を生じ、一時的にまともに飛行できない状態に陥る。やがて魔法圧の安定には成功するも魔法力の供給に問題を残したままベルリン奪還（ネウロイの巣「ウォルフ」撃破）の中核戦力となるが、補給拠点キールを守るために魔法力を消耗し作戦から外される。ヴィクトーリア作戦では衛生兵として搭乗した陸上巡洋艦ラーテとともにベルリンのフラックタワーで孤立したが、芳佳を守るために重傷を負った静夏を目にして魔法力を取り戻し、「ウォルフ」撃破に貢献する。
坂本 美緒（さかもと みお）
声 - 千葉紗子（『ストライクウィッチーズ』）→世戸さおり（『ストライクウィッチーズ2』以降）
誕生日：8月26日 / 年齢：19歳（アニメ『ストライクウィッチーズ』開始時点） / 身長：165cm / 原隊：扶桑皇国海軍遣欧艦隊第24航空戦隊288航空隊 / 階級：一飛曹（『ストライクウィッチーズ零 1937』）、少佐 / 固有魔法：魔眼 / 使用機材：A6M3a 零式艦上戦闘脚二二型甲（『ストライクウィッチーズ』）→N1K5-J紫電五三型（『ストライクウィッチーズ2』） / 使用武器：九九式二号二型改13mm機関銃、扶桑刀（『ストライクウィッチーズ』）→扶桑刀「烈風丸」（『ストライクウィッチーズ2』） / 使い魔：ドーベルマン / イメージモデル：坂井三郎
501JFW戦闘隊長。通称「サムライ」。「扶桑海事変」以来、数多くの戦いを経てきたベテラン。
501JFWでは現場での戦闘指揮官と、芳佳ら新人を鍛える教官を務める。右目は魔眼で、普通より遥かに遠くを見渡す事ができ、ネウロイの弱点である「コア」の位置を見分ける能力を持つが、普段は眼帯で隠している（『ストライクウィッチーズ2』で最終的に魔法力を失って以降の時期の作品では外している）。
豪放磊落で気さく、高笑いすることが多い。マンツーマンの訓練は時に厳しく、周囲から鬼教官とみられることもあるが、それは部下や同僚を未熟なまま戦わせて失いたくない一心ゆえである。芳佳の才能に期待をかけ、厳しくも温かく導こうとする。現在の容姿や振る舞いはかつての自らの師、北郷章香と似通っているが、幼少の頃は現在のような豪胆さは無く、むしろ泣き虫な少女であった。扶桑海軍の慣習に従い芳佳とは階級でなく姓で呼び合っている。
大戦初期から戦ってきたベテランウィッチとしての戦歴やその人柄から多くのウィッチに慕われており、醇子、義子と共に「リバウの三羽烏」と呼ばれている。孝美、定子はリバウ時代の部下。ペリーヌや土方からは「崇拝」に近い尊敬を受けているが、美緒本人はそのことに気付いていない。零式などのストライカーユニットの開発にも深く関わっており、宮藤博士とも一緒に仕事をしたことがあった。
『ストライクウィッチーズ2』では20歳を迎えているために魔法力が著しく減衰しており、ネウロイのビームを防ぐことのできるシールドを張ることは出来なくなっている。シールドを補うために自身の魔法力を込めて打った扶桑刀「烈風丸」を作り、防御面はネウロイのビームを切り裂いて防ぎ､攻撃の際は「烈風丸」から繰り出される魔法力の斬撃「烈風斬」を使用し戦う。終盤ではさらに減衰が進み、失敗しかけたヴェネツィア解放作戦を成功させるための最後の賭けとして「大和」の魔導ダイナモを再起動させるために単身乗り込んで直接起動させるが、逆に自分がネウロイの巣のコアに取り込まれてしまう。芳佳による「真・烈風斬」によって超大型コアの破壊とともに救出されるが、同時に全魔法力を失う。
『ストライクウィッチーズ劇場版』では扶桑海軍の遣欧艦隊総司令部に所属し、復旧した「大和」にライン川を遡上させて芳佳の救援に駆けつけた。
『ストライクウィッチーズ ROAD to BERLIN』においては501JFWを正式に離れている。「オペレーション・サウスウィンド」発令に伴い、芳佳のために震電を用意。芳佳が魔法力を消耗したことでB-17に震電を積んで共にブリタニアへ戻ろうとするが、ベルリンに芳佳がいることを知って駆けつける。
コミック『ストライクウィッチーズ零』では、主人公として扶桑海事変での初陣と成長の姿が描かれている。
リネット・ビショップ（Lynette Bishop）
声 - 名塚佳織
誕生日：6月11日 / 年齢：15歳（アニメ『ストライクウィッチーズ』開始時点） / 身長：156cm / 原隊：ブリタニア空軍第11戦闘機集団610戦闘機中隊 / 階級：軍曹（『ストライクウィッチーズ』）→曹長（『ストライクウィッチーズ2』以降） / 固有魔法：射撃弾道安定（魔法力付加） / 使用機材：スピットファイアMk.IX（『ストライクウィッチーズ』）→スピットファイアMk22（『ストライクウィッチーズ2』） / 使用武器：ボーイズMk1対装甲ライフル/ 使い魔：スコティッシュフォールド（名前は「コンセルティナ」)/ イメージモデル：不明
芳佳と同時期に501JFWに配属された新人ウィッチ。通称「リーネ」。本記事では「リーネ」と表記する。
裁縫、編み物が得意で家庭的。基地では芳佳と共に家事を担っている。芳佳と互いの国の料理を教え合って研鑽し合っている。父親はロンドンでデパートを営む大商人、母親ミニーは前の大戦で活躍したウィッチという家に生まれた8人兄姉弟妹の4番目であり、長姉ウィルマもウィッチ。母親の立場にもかかわらず、ビショップ家の娘たちがウィッチ養成学校からスタートしているのは、ミニーがビショップ家の家訓である「自分のことは自分でする」を遵守しているためとされる。
対装甲ライフルでの長距離射撃に秀でており、固有魔法である弾道安定により約1km先の標的も狙撃する能力を持つ。しかし故国ブリタニアを守る使命感から来るプレッシャーもあって、訓練での成績を実戦でなかなか発揮できずにいた。最初は才能を買われてやってきた芳佳に対して距離をとるが、2人で訓練を重ねることで次第に心を通わせ、協同で初撃墜の戦果を挙げて以後は親友となる。以降は公私共に2人ペアで行動する事が多い。
基本的に争いは好まない性格だが、大切に思う人のためには全てを投げ出す覚悟を見せるときがあり、こうだと決めると頑固なところもある。芳佳が人型ネウロイとの接触のため脱走した際も、一度は行動を共にしようとし、最後には彼女を信頼して送り出している。
実はシャーリーに次ぐ巨乳だが、本人はあまりその点に言及されたくないようであり、サイズを実測値より明らかに小さく自己申告している。
ペリーヌ・クロステルマン（Perrine-H.Clostermann）
声 - 沢城みゆき
誕生日：2月28日 / 年齢：15歳（アニメ『ストライクウィッチーズ』開始時点）  / 身長：152cm  / 原隊：自由ガリア空軍第602飛行隊 / 階級：中尉 / 固有魔法：雷撃 / 使用機材：VG.39（『ストライクウィッチーズ』）→VG.39bis（『ストライクウィッチーズ2』以降） / 使用武器：レイピア、ブレン軽機関銃Mk1 / 使い魔：シャルトリュー / イメージモデル：ピエール・クロステルマン
通称「クロステル」、「青の一番（ブループルミエ）」。
ガリアのパ・ド・カレーの領主家の子女で、家族と故郷をネウロイとの戦いで亡くしている。ガリア随一のウィッチであり、非常にプライドが高く、自分より能力で劣る者にきつく当たることも多いが、自らの使命のために虚勢を張っている節もある。金髪で眼鏡をかけており、エイラからは「ツンツンメガネ」と呼ばれている。胸は小さく、芳佳には勝っているもののいい勝負であり、本人としてはかなりコンプレックスを感じているらしい。
美緒の人柄に心酔しており、当初、彼女と親しげな新人の芳佳を「豆狸」と呼ぶなど目の敵にしていた。自らのミスでバルクホルンに怪我を負わせ、芳佳に助けられて以降、その能力を認めるようになった。
『ストライクウィッチーズ』終盤で故国の解放を成し遂げてからは、ガリア復興財団を率いてリーネと共に荒廃した国土の復興に尽力 。『ストライクウィッチーズ2』以降は、口の悪さは相変わらずながらもリーネや芳佳への気遣いが見られるようになった。
固有魔法は「雷撃（トネール）」。クロステルマン家累代の固有魔法であるとされ、一定の範囲内あるいは特定の一点に対して電撃で攻撃することができる。しかし使用した後は静電気で髪の毛などが逆立つため本人はあまり使いたがらない。
ミーナ・ディートリンデ・ヴィルケ（Minna-Dietlinde Wilcke）
声 - 田中理恵
誕生日：3月11日 / 年齢：18歳（アニメ『ストライクウィッチーズ』開始時点） / 身長：165cm / 原隊：カールスラント空軍JG3航空団司令 / 階級：中佐 / 固有魔法：三次元空間把握能力 / 使用機材：Bf109G-2（『ストライクウィッチーズ』）→Bf109K-4（『ストライクウィッチーズ2』以降）/ 使用武器：MG42 / 使い魔：灰色狼の「クラヴァッテ」 / イメージモデル：ヴォルフ・ディートリッヒ・ヴィルケ
501JFWの隊長。通称「スペードのエース」「女侯爵（フュルスティン）」。
何でもそつなくこなせるが、特に歌が得意。幼少時から歌手を目指していたが、戦争のために断念しウィッチの道を選んだ。
物腰は柔和で、その思考も型にはまらず部下に自発的に自由に行動させる主義である。常に笑顔を絶やさないが、本気で怒ると容赦がなく、ペリーヌやルッキーニもそんな時の彼女の前には恐れをなすほどである。また、部下を犠牲にするような理不尽な指令に対しては、上層部に対して真っ向から対決する気概も持つ。そのいっぽう、精神的には若干脆いところがあり、心理的に追い詰められると逆に規則にすがって極端で融通の利かない言動に凝り固まることもある。他の人間と比べ、味覚にズレがある。
ウィッチとしても戦闘力は高く、200機を超える撃墜スコアを挙げ、勲章も授与されている。固有魔法である三次元空間把握能力で、近隣の目標を立体的に感知・識別することができ、『ストライクウィッチーズ ROAD to BERLIN』第9話ではMe163コメートに搭乗する高速下でのロケット型ネウロイ撃破に活用された。また、美緒と手を繋ぎ、魔眼と一緒に使うことで巨大対象物の内部構造を知るという複合技も可能。
『ROAD to BERLIN』では、すでに20歳の誕生日に近づいていることからベルリン奪還を悲願とするが、作戦開始を目前にして魔法力の減退が始まっている。
ゲルトルート・バルクホルン（Gertrud Barkhorn）
声 - 園崎未恵
誕生日：3月20日 / 年齢：18歳（アニメ『ストライクウィッチーズ』開始時点） / 身長：162cm / 原隊：カールスラント空軍JG52第2飛行隊 / 階級：大尉（『ストライクウィッチーズ』）→少佐（『ストライクウィッチーズ ROAD to BERLIN』） / 固有魔法：怪力（超身体強化） / 使用機材：Fw190D-6プロトタイプ（『ストライクウィッチーズ』）→Fw190D-9（『ストライクウィッチーズ2』以降） / 使用武器：MG42、MG131、MG151/20 / 使い魔：ジャーマンポインター / イメージモデル：ゲルハルト・バルクホルン
通称「トゥルーデ」。ミーナの副官的存在。現実主義者で、自身にも他人にも厳格である。
250機の撃墜を記録するトップエースのひとりで、「怪力」の固有魔法により、威力の高い武装を多く使いこなしている。
正反対の性格であるエーリカと行動を共にすることが多く、日常的にだらしないエーリカの世話を焼くのが常になっている。模範的なカールスラント軍人として理性的に行動しようとしているが、本来は熱くなりやすい性格であり、一線を越えると思いつめてしまう場合がある。特に妹や、芳佳などそれを思わせる年頃の少女には極端に弱く、それらが絡むといつもと正反対の節操の無い行動に出て、その点をエーリカなどに指摘されると激しく照れて狼狽してしまう。シャーリーとは規律面でよく衝突するが、根本的には似たもの同士で良きライバルである。
『ストライクウィッチーズ』当時は故郷と妹のクリスをネウロイから守れなかった過去の呵責から必要以上に自分の命を危険に晒しており、芳佳の姿にクリスの面影を重ねて心のバランスを崩し、突出して撃墜される。しかし、芳佳による救護とミーナからの叱責で本来の自分を取り戻す。
『ストライクウィッチーズ ROAD to BERLIN』では、美緒の離脱を受けて501JFWの戦闘隊長に就任する。
エーリカ・ハルトマン（Erica Hartmann）
声 - 野川さくら
誕生日：4月19日 / 年齢：16歳（アニメ『ストライクウィッチーズ』開始時点） / 身長：154cm / 原隊：カールスラント空軍JG52第2飛行隊 / 階級：中尉 / 固有魔法：疾風（大気操作） / 使用機材：Bf109G-6（『ストライクウィッチーズ』）→Bf109K-4（『ストライクウィッチーズ2』以降） / 使用武器：MG42、MP40 / 使い魔：ダックスフント / イメージモデル：エーリヒ・ハルトマン
通称「フラウ」「黒い悪魔」「カラヤ・アイン」。ウルスラ・ハルトマンの双子の姉。
世界トップクラスのウィッチであり、200機（作品の途中から250機、さらに『ストライクウィッチーズ2』開始前の時点で300機）を超える撃墜数を誇る天才的エース。その一方で、エースにありがちな自身の力に頼りすぎるところが無く、これまでの戦闘で編隊を組む僚機を敵に撃墜されたことが無い。いかに危険を冒さず、仲間を失わずに戦うかを常に考えて実行できる超人的な戦いのセンスを持つ。
しかし、普段の生活は非常にずぼらで、常に眠たそうな気だるい感じの振る舞いをしており、自分の部屋の掃除もままならないほどである 。格式ばった典礼主義を嫌い、上官に反抗することがあるなど軍規にも忠実とは言えず、何度も自室禁固などの懲罰を受けている。規律や規則が仲間を守る邪魔になるならば無視する旨を公言しており、階級や昇進に対する頓着も持っていない。
朗らかな人物で、さりげなく周囲に目を配り、誰とでも仲が良い。比較的交友の少ないサーニャと話し込んでいることもある。バルクホルンには小言を言われつつも友情を感じているようで、彼女の危機を救った芳佳に謝辞を述べ、マルセイユがバルクホルンを馬鹿にした際には珍しく怒りの感情を露わにしている。元々は医者になるのが夢で、平和になったら夢をかなえて家族と暮すつもりでいる。
固有魔法は大気を操り、身体の周りに強力な風を発生させることができる「疾風（シュトゥルム）」。普通は空戦機動の補助など飛行魔法の一部として使っているが、風を発生させつつ回転しながら飛行することにより自ら「衝撃波の竜巻」となり、進行方向の敵を殲滅したり、かく乱することができ、その威力はネウロイの装甲を深くえぐり取るほど。
フランチェスカ・ルッキーニ（Francesca Lucchini）
声 - 斎藤千和
誕生日：12月24日 / 年齢：12歳（アニメ『ストライクウィッチーズ』開始時点）  / 身長：148cm  / 原隊：ロマーニャ公国空軍第4航空団第10航空群第90飛行隊  / 階級：少尉  / 固有魔法：光熱攻撃／多重シールド / 使用機材：G55チェンタウロ（『ストライクウィッチーズ』） →G55S ストレーガ（『ストライクウィッチーズ2』） / 使用武器：ブラウニーM1919A6 / 使い魔：黒豹（名前は「オンブラ」） / イメージモデル：フランコ・ルッキーニ
通称「フランカ」、「ガッティーノ（子猫）」。
部隊の最年少隊員。戦闘に関して天才的な能力を持つ。特に射撃においては本人曰く「十発十中」だが、普段は歳相応に振る舞っている。美食家で昼寝好き、猫のような気ままな性格で、基地のあちこちにつくった隠れ家を転々として過ごすことが多く、木の上や格納庫の梁の上など高いところでお気に入りの毛布を敷いて寝ている姿が見られる。好奇心旺盛で愉しいことには積極的に首を突っ込む性格。アドリア海の501JFW基地も真っ先に探検し、あちこちで変なものを見つけていたが、その割には幽霊やお化けは苦手な模様。シャーリーの影響か扶桑式のお風呂を好み、よくシャーリーと一緒に入っている。
訓練嫌いでなにかと逃げ回っているが、ときどき美緒に捕まって訓練をさせられている。501JFWではトラブルを起こしても軍規の処分はないが、ミーナから拳骨を食らったり、バケツを持って立たされるなど、年相応のお仕置きを受けている。
原隊にいた頃は、猪突猛進な戦いや母を恋しがって基地を抜け出すなどの問題行動ばかりが目立ち、厄介者扱いされていた。そのためロマーニャ公国の軍上層部からは疎まれており、『ストライクウィッチーズ2』でマリア公女がルッキーニとシャーリーにローマに現れたネウロイを撃退した褒賞にスペシャル拳銃を贈ったときもロマーニャ公国軍からは昇進の話がなく、勲功を挙げている割には士官学校を卒業したときの少尉のままである。だが、501JFWに転属してシャーリーに出会ってからは、本来の力を発揮するようになっていった。
固有魔法は多重化させたシールドの頂点に魔法力による光熱を付与するもので、対象との接触を要するものの、威力は大きい。
『機械化乙女秘メ事パック』では、芳佳・リーネ同様新人ウィッチとして入隊したばかりで、美緒の猛特訓を受けていた。
シャーロット・E・イェーガー（Charlotte E Yeager）
声 - 小清水亜美
誕生日：2月13日 / 年齢：16歳（アニメ『ストライクウィッチーズ』開始時点） / 身長：167cm / 原隊：リベリオン合衆国第8航空軍第357戦闘飛行群第363戦闘飛行隊 / 階級：大尉 / 固有魔法：超加速 / 使用機材：P-51D（～『ストライクウィッチーズ ROAD to BERLIN』第3話）→ P-51H (『ストライクウィッチーズ ROAD to BERLIN』第4話～)/ 使用武器：BAR、M1A1、M1911A1/ 使い魔：ウサギ / イメージモデル：チャック・イェーガー
通称「グラマラス・シャーリー」。本人も気に入っていて、愛機のエンブレムにも採用している。本記事では「シャーリー」と表記する。
マイペースで楽天的、結果オーライの能力主義者。しかし、一本筋の通った人生観を持ち、常に前向きに挑戦する事を忘れない。その言動は豪快で気風がいいが、可愛らしいズボンを着けたり、きれい好きだったりという一面もしっかり持っている。501JFWの中では一番のナイスバディであり、ルッキーニや芳佳に胸を揉まれても全く動じない度量の持ち主。メカいじりが好きな割にはきれい好きで扶桑式のお風呂が好きで、よく入っている。
メカに造詣が深く、かつてレッドマン・スカウト「ラピッド号」に乗りボンネビル・ソルトフラッツで1000cc以下の二輪車の速度記録を達成している。その後、更なるスピードの世界を求めてウィッチに志願、入隊後もネウロイ追撃の為のストライカーユニットによる飛行速度向上に専心するが、そのためのストライカーユニットの無断改造を咎められて原隊をクビになりかけたところを、能力を惜しんだ一部の上層部によって501JFWに送り込まれた。そこの自由な空気は彼女に合ったようで、遺憾なく能力を発揮するようになり、部隊のムードメーカー的存在になっている。ルッキーニとは姉妹か母娘のような関係を築いている。
固有魔法は望む方向に向けて引っ張るように加速するもの。この能力（と改造ユニット）により通常型ユニットで初めてウィッチとして音速を突破した。しかしそれでも当人は更なる速度を目指しており、『ストライクウィッチーズ ROAD to BERLIN』では改良型であるP-51Hを受領、使用している。
サーニャ・V・リトヴャク（Sanya V Litvyak）
声 - 門脇舞以
誕生日：8月18日 / 年齢：13歳（アニメ『ストライクウィッチーズ』開始時点） / 身長：152cm / 原隊：オラーシャ陸軍586戦闘機連隊 / 階級：中尉 / 固有魔法：全方位広域電波探査 / 使用機材：Mig60（『ストライクウィッチーズ』）→MiG i225（『ストライクウィッチーズ2』以降）  / 使用武器：フリーガーハマー / 使い魔：黒猫 / イメージモデル：リディア・リトヴァク
本名「アレクサンドラ・ウラジミーロヴナ・リトヴャク」。通称「白百合（リーリヤ）」。
一見して線の細い、儚げな少女。夜間戦闘を専門とするナイトウィッチ。他のナイトウィッチにも必須の「魔導針」を魔法力によって頭部に発現させることで、感知系固有魔法の効果を増強、地平線までの飛行物体の探査を可能にする。サーニャの場合は電波探査を得意とし、意識を集中させることにより遠方のラジオの電波や、果てはネウロイの「声」まで聴き取ることが出来る。
元は音楽生で歌やピアノが得意。ウィーンに両親と共にいた頃に、故国のウィッチの活躍を聞いて憧れを抱いていた。そのためネウロイのオラーシャ侵攻が始まったとき、すぐにウィッチに志願したが、その後の戦いで戦線は分断され、彼女は両親と生き別れることになった。ピアニストの父親が残してくれた「サーニャのうた」のみを胸に抱え、501JFWに参加する。
夜間の任務を主としていることから昼間はいつも眠そうにしており、『ストライクウィッチーズ』当時は部隊にうまく溶け込めていなかった。エイラに懐いており、夜間任務帰還後に寝ぼけて彼女のベッドに潜り込むことが多い。また、エーリカとも仲がいい。
ナイトウィッチ同士の交流を大切にし、電離層反射による魔導波の伝播を利用して世界中のナイトウィッチと交信しており、後にはエイラとともにラジオ放送をするようになる 。
『ストライクウィッチーズ』第6話ではエイラ、芳佳との夜間哨戒中、誕生日にあわせてラジオから流れてきた「サーニャのうた」によって家族に生存を知る。
アニメ『ブレイブウィッチーズ』では502JFW基地を訪れており、第7話でエイラとともにサトゥルヌス祭にあわせて502JFWに支援物資を持ち込んだほか、第11話ではスオムスに転属となるひかりを出迎えている。
アニメ『ルミナスウィッチーズ』第7話では『ストライクウィッチーズ』第6話の裏側が描かれ、芳佳、エイラとともに登場した。
エイラ・イルマタル・ユーティライネン（Eila Ilmatar Juutilainen）
声 - 大橋歩夕
誕生日：2月21日 / 年齢：15歳（アニメ『ストライクウィッチーズ』開始時点） / 身長：160cm / 原隊：スオムス空軍飛行第24戦隊 / 階級：准尉（『オーロラの魔女』）、少尉（『ストライクウィッチーズ』）→中尉（『ストライクウィッチーズ2』）  / 固有魔法：未来予知 / 使用機材：Bf109G-2（『ストライクウィッチーズ』）→Bf109K-4（『ストライクウィッチーズ2』以降）/ 使用武器：スオミM1931短機関銃、MG42 / 使い魔：黒狐 / イメージモデル：エイノ・イルマリ・ユーティライネン
通称「イッル」、「ダイヤのエース」。
北欧スオムスのトップエース。一風変わった棒読み調の言葉遣いをし、茶目っ気は多いが、どこかつかみどころのない人物。占いが趣味で、いつもタロットカードを用いて部隊や仲間たちの運勢を鑑定しているが、その結果は逆の方向に当たることも多い。士官教育を嫌がったため少尉に留まっていたが、『ストライクウィッチーズ2』では速成教育を経て中尉に昇進した。
固有魔法は未来予知。戦闘においてはその能力を用いて敵の攻撃を見切ることができ、シールドを必要としない。このため、基本的にオールラウンドプレイヤーながら、シールドの扱いのみ不得手としている。また魔法力により相手の行動、未来位置を先読みすることもできる。
エルマとはスオムス時代の先輩後輩の間柄。ニパ、ラウラ、ハッセはスオムス空軍飛行第24戦隊時代の戦友である。501JFWではサーニャと仲が良く一緒にいることが多い。サーニャに対して友情に留まらない感情を抱くが、全く関係を進展させることができないでいる。
アニメ『ブレイブウィッチーズ』（少尉時代）では502JFW基地を訪れており、第7話でサーニャとともにサトゥルヌス祭にあわせて502JFWに支援物資を持ち込んだほか、第11話ではスオムスに転属となるひかりを出迎えている。
コミック『オーロラの魔女』では主人公としてスオムス時代の戦いが描かれている。当時の階級は准尉。
服部静夏（はっとり しずか）
声 - 内田彩
誕生日：8月18日 / 年齢：14歳（『ストライクウィッチーズ劇場版』） / 身長：159cm / 所属：扶桑皇国海軍兵学校（『ストライクウィッチーズ劇場版』） / 階級：軍曹（『ストライクウィッチーズ劇場版』）→少尉（『ストライクウィッチーズ ROAD to BERLIN』）/ 使用機材：N1K2-J / 使い魔：四国犬
『ストライクウィッチーズ劇場版』で初登場。扶桑皇国出身のウィッチ候補生。軍人一家の出で厳格に育てられたために真面目で軍規に厳しい。扶桑皇国海軍兵学校の一号生で、美緒に師事し芳佳に憧れていた。
『ストライクウィッチーズ劇場版』では欧州に赴く芳佳に随行員（軍曹扱い）として同行するが、その軍人らしくない行動を見て困惑し、距離を置くようになる。しかし欧州で移動中に発生した戦闘では、重傷を負った芳佳を助けるため救援を要請して501JFWメンバーを集め、魔法力を復活させた芳佳と501JFWの戦いを目の当たりにしてその姿を受け入れる。
『ストライクウィッチーズ ROAD to BERLIN』では、兵学校卒業・少尉任官して未熟な身ながら501JFWに加わる。ヴィクトーリア作戦では芳佳を救うために震電で出撃し重傷を負うが、芳佳の力によって回復することになる。

### 「ストライクウィッチーズ」構成員以外のウィッチ
諏訪天姫
声 - 花澤香菜
『ストライクウィッチーズ』第12話、『ストライクウィッチーズ2』第1話、第12話に登場。詳細は『蒼空の乙女たち』に記述。
竹井醇子
声 - 浅野真澄
『ストライクウィッチーズ2』第1話、第3話、第12話に登場。詳細は 『天空の乙女たち』に記述。
フェルナンディア・マルヴェッツィ
声 - 森永理科
『ストライクウィッチーズ2』第1話、第12話、『ストライクウィッチーズ劇場版』に登場。詳細は『紅の魔女たち』に記述。
ルチアナ・マッツェイ
声 - 広橋涼
『ストライクウィッチーズ2』第1話、第12話、『ストライクウィッチーズ劇場版』に登場。詳細は『紅の魔女たち』に記述。
マルチナ・クレスピ
声 - 水橋かおり
『ストライクウィッチーズ2』第1話、第12話、『ストライクウィッチーズ劇場版』に登場。詳細は『紅の魔女たち』に記述。
ウルスラ・ハルトマン
声 - 野川さくら
『ストライクウィッチーズ2』第4話、『ストライクウィッチーズ Operation Victory Arrow』Vol.1、『ストライクウィッチーズ ROAD to BERLIN』第9話、第11話、第12話に登場。詳細は「スオムスいらん子中隊」系統に記述。
ハンナ・ユスティーナ・マルセイユ
声 - 伊藤静
『ストライクウィッチーズ2』第8話、第12話、『ストライクウィッチーズ Operation Victory Arrow』Vol.2に登場。詳細は「アフリカの魔女」系統に記述。
ライーサ・ペットゲン
声 - 楠見藍子
『ストライクウィッチーズ2』第12話、『ストライクウィッチーズ Operation Victory Arrow』Vol.2に登場。詳細は「アフリカの魔女」系統に記述。
中島錦
声 - 三瓶由布子
『ストライクウィッチーズ2』第12話に登場。詳細は『蒼空の乙女たち』に記述。
ハイデマリー・W・シュナウファー（Heidemarie W. Schnaufer）
声 - 植田佳奈
誕生日：2月16日 / 年齢：15歳（『ストライクウィッチーズ劇場版』） / 身長：158cm / 所属：カールスラント空軍第1夜間戦闘航空団第4飛行隊 / 階級：大尉（『ストライクウィッチーズ Operation Victory Arrow』）→少佐（『ストライクウィッチーズ劇場版』） / 固有魔法：広域探査、夜間視 / 使用機材：Bf110G-4 / 使用武器：MG42、MG151/20 / 使い魔：白いハヤブサ
コミック『キミとつながる空』、アニメ『ストライクウィッチーズ劇場版』、『ストライクウィッチーズ Oprtation Victory Arrow』Vol.1に登場。
フルネームは「ハイデマリー・ヴァルプルガ・シュナウファー」。通称「サン・トロンの幻影」。カールスラント最強のナイトウィッチであり、1944年末で100機に迫る撃墜数を全て夜間戦闘で成し遂げた。エーリカ・マルセイユ・ルーデルと並ぶ「カールスラント四強」の一角。
サーニャと同じく魔導針や夜間視能力を持ち、魔導波でサーニャと交信したこともある。幼い頃はその夜間視能力の制御ができずに目を傷めてしまい、日光を避けて生活しなければならなかった。能力の制御を学んでから後も視力は十分に回復せず、かなり度の強いメガネをかけている。こうした経緯から、人付き合いが苦手で自己に厳格すぎるきらいがある。
『キミとつながる空』では、ベルギカのサン・トロン上空において自らが仕留めそこなったネウロイを一人で決着を付けるために待ちつづけ、他のウィッチに近づかないように警告する姿が幽霊と勘違いされる。しかし、ミーナ、バルクホルン、エーリカ、ヘルマと出会い、その閉ざしがちの心を開くきっかけを得た。
『ストライクウィッチーズ Operation Victory Arrow』Vol.1および『ストライクウィッチーズ劇場版』では、サン・トロン基地においてミーナの指揮下にある。ストーリー序盤に描かれた夜間哨戒中の新型ネウロイとの交戦が、同作におけるネウロイの攻勢の端緒となる。
アメリー・プランシャール
声 - 矢作紗友里
アニメ『ストライクウィッチーズ劇場版』、『ストライクウィッチーズ Operation Victory Arrow』Vol.3に登場。
詳細は『片翼の魔女たち』項に記述。
アレクサンドラ・I・ポクルイーシキン
声 - 原由実
『ストライクウィッチーズ劇場版』、『ストライクウィッチーズ Operation Victory Arrow』Vol.3に登場。詳細は「ブレイブウィッチーズ」系統項に記述。
ニッカ・エドワーディン・カタヤイネン
声 - 高森奈津美
『ストライクウィッチーズ劇場版』、『ストライクウィッチーズ Operation Victory Arrow』Vol.3に登場。詳細は「ブレイブウィッチーズ」系統項に記述。
ハインリーケ・プリンツェシン・ツー・ザイン・ウィトゲンシュタイン
声 - 川澄綾子
『ストライクウィッチーズ劇場版』に登場。詳細は『ノーブルウィッチーズ』項に記述。
ロザリー・ド・エムリコート・ド・グリュンネ
声 - 野水伊織
『ストライクウィッチーズ劇場版』に登場。詳細は『ノーブルウィッチーズ』項に記述。
エディタ・ノイマン
声 - たかはし智秋
『ストライクウィッチーズ Operation Victory Arrow』Vol.2に登場。詳細は「アフリカの魔女」系統項に記述。
雁淵ひかり
『ストライクウィッチーズ ROAD to BERLIN』第11話に登場。詳細は「ブレイブウィッチーズ」系統項に記述。
グンドュラ・ラル
『ストライクウィッチーズ ROAD to BERLIN』第11話に登場。詳細は「ブレイブウィッチーズ」系統項に記述。
フーベルタ・フォン・ボニン（Huberta von Bonin）
声 - 甲斐田裕子
誕生日：8月23日 / 年齢：18歳（1939年） / 身長：168cm / 原隊：カールスラント空軍第52戦闘航空団第4中隊 / 階級：少佐 / 使用機材：Bf109E-3、Bf109F-2、Fw190D-9 / 使用武器：MG34 / 使い魔：野良猫
503JFW「タイフーンウィッチーズ」副司令。かつてはJG52でエーリカ・ハルトマンらの上官を務め、503JFW結成時に司令であるサフォーノフの強い要請で副司令に就任した。
『秘め録CD 下』、『ブレイブウィッチーズPrequel』第2巻特典ドラマCDに登場。

### その他の人物（「ストライクウィッチーズ」系統）

#### 『ストライクウィッチーズ』より登場
宮藤一郎（みやふじ いちろう）
声 - 郷田ほづみ
芳佳の父親で、魔法力と内燃機関の融合に関する研究者。芳佳が6歳の頃にブリタニアに渡り魔導エンジンとストライカーユニットの新技術である「宮藤理論」を提唱、人類にただ一つネウロイと闘う術をもたらしたが、そのブリタニアで共同研究中に後戦災に遭い死亡したとされる。
彼の墓標には、彼が娘にいつも言っていた言葉「その力を 多くの人を守るために」が刻まれており、芳佳の行動の源にもなっている。
美緒のスカウトを断った直後の芳佳のもとに一郎からの手紙が届いたことが芳佳が501JFWに入隊するきっかけとなっており、『ストライクウィッチーズ』最終話（=『ストライクウィッチーズ2』第1話）でも天姫の手で一郎からの手紙が届けられているが、いずれも検閲による配送の遅れとされている。
『ストライクウィッチーズ2』第8話では、強大すぎる魔法力のためにユニットのリミッターが働き飛び立てず涙を流す芳佳にどこからか語りかけ、「新しい翼」として震電を与えた。
山川美千子（やまかわ みちこ）
声 - 佐藤有世
誕生日：2月1日 / 所属：横須賀第四女子中学校（『ストライクウィッチーズ』）→横浜の師範学校（『ストライクウィッチーズ2』以降）
芳佳の学校での同級生で芳佳の親戚（祖父が兄弟）。1944年時点で14歳。愛称は「みっちゃん」。兄が一人いる。学校から芳佳と共にお爺さんのトラクターで帰る途中に事故に遇い、胸に重傷を負うが芳佳の懸命の治療によって命を取り留めた。
魔法力の才能はないが魔女への憧れは同年代の女子と比べても人一倍強く、ウィッチに関するあらゆる文献やグッズを集めているマニアである。また、それに関連して扶桑海軍の軍艦にも非常に詳しく、現役の海軍兵士である土方と同等の知識を披露したりもしている。
芳佳と共に横須賀第四女子中学を卒業し両親の薦めで、横浜の師範学校に進学しているが、ひそかに軍に入って芳佳の従兵になることを夢にしている。
『ストライクウィッチーズ劇場版』でも登場し、欧州留学に赴く芳佳を見送った。
宮藤清佳（みやふじ さやか）
声 - 天野由梨
芳佳の母。治癒に特化した魔法力の持ち主で、年齢を重ねても魔法力を失わず、母と共に診療所を開いている。
秋本芳子（あきもと よしこ）
声 - 翠準子
芳佳の祖母。娘である清佳以上の魔法力を持ち、年齢にかかわらず魔法力を保ちつづける治癒魔法の使い手。501JFWにスカウトされることによって軍隊に取られることになる芳佳の身を案じていた。かつてはその高位の治癒魔法により従軍した過去がある。
山川藤宏（やまかわ ふじひろ）
声 - 城山堅
美千子の祖父にして芳佳の祖父の弟（芳佳の大叔父）で、芳佳の学校の近くで農家を営んでいる。収穫物のスイカを積んだトラクターで芳佳と美千子を乗せて帰る途中、道路に飛び出してきたタヌキをよけようとして畑に転落する事故を起こしてしまう。『ストライクウィッチーズ2』第1話では、同じような状況で子グマと鉢合わせしている。
土方圭助（ひじかた けいすけ）
声 - 日野聡
所属：扶桑皇国海軍 / 階級：二等兵（『ストライクウィッチーズ』）→兵曹（『ストライクウィッチーズ2』）
芳佳をスカウトしようとする美緒の従兵として、芳佳の資料を集めたり車の運転手を務めていた。『ストライクウィッチーズ2』では修行中の美緒の連絡係を務めており、ネウロイ再侵攻によるロマーニャ行きにも同行している。『ストライクウィッチーズ ROAD to BERLIN』第1話でも、美緒の従兵としてヘルウェティアに短期留学している芳佳の元を訪れる。
杉田淳三郎（すぎた じゅんざぶろう）
声 - 麦人
所属：扶桑皇国海軍 / 階級：大佐
空母「赤城」の艦長。芳佳たちを乗せてブリタニアに向かう艦隊を指揮していたが、その途上ネウロイに襲われ、「赤城」を残して艦隊は壊滅。美緒、芳佳、そして基地から駆けつけた501JWに救われた。後日ブリタニアを作戦で出港する前日に501基地を訪れ、芳佳に礼をしている。
『ストライクウィッチーズ』終盤で「赤城」を失うが、『ストライクウィッチーズ2』では艦隊旗艦・大和の艦長として再登場。ヴェネツィア解放作戦「オペレーション・マルス」に参加し、艦隊総指揮（臨時）とネウロイ化「大和」の指揮官として空母「天城」に搭乗して指揮している。
樽宮敬喜（たるみや けいき）
声 - 堀之紀
所属：扶桑皇国海軍 / 階級：中佐
「赤城」の副長を務める。『ストライクウィッチーズ2』では杉田と共に「大和」の副長を務めるが、語学力と交渉能力を買われての欧州到着後は連合軍総司令部に転属した。
首相
声 - 渡部猛
イメージモデル：ウィンストン・チャーチル?
ブリタニアの首相。マロニーと共にミーナに接見。強気な発言もするが「結果が出せればよい」と部隊の運用をミーナに一任するなど、マロニーとは違い、度量の大きさを見せている。ネウロイのロンドン空襲に際してもあえて避難することなく市民の避難を最優先とし、市民を不安がらせないよう市街地に留まり、自分は悠々と葉巻を咥えて瓦礫の山に腰を下ろすなど、戦時の為政者に相応しい胆力を持つ人物である。
トレヴァー・マロニー
声 - 秋元羊介
所属：ブリタニア空軍 / 階級：大将
ブリタニア空軍の戦闘機軍団司令官（ブリタニア防衛の統括者）で501JFWの上官。
前任者であり同部隊の創設者であるダウディング大将と違って、ウィッチの存在を疎ましく思っており、彼女らの力に頼らない戦力を作り上げようとしている。首相と共にミーナに接見した際には、ネウロイの出現パターンが変化していることに言及し、501JFWの運用に口出しをしようとしたが、ミーナに「現場を無視した空論」と一蹴され、それを根に持ったのをきっかけに501JFWの解散に向けて本腰を入れ、水面下で様々な妨害工作を仕掛けるようになる。
次第にその挙動に不信感を抱き真意を探ろうとしたミーナに「深入りするな」との脅迫文を送りつけるなどの牽制をする一方で、ブリタニアの上層部にも秘密裏に新兵器「ウォーロック」を作り上げ、戦果を挙げる事により世界の軍事バランスのイニシアチブを握ろうとした。しかし、芳佳がネウロイと接触したことでウォーロックの「秘密」が発覚する事を恐れ、自身の上官としての権限を利用して強硬な手段に転じ、501JFWを強制解散に追い込み、基地を自らの指揮下においた。
その後、部下に時期尚早ではと諌言されるも、後に引けなくなったためウォーロックをネウロイ殲滅のため無理矢理出撃させる。しかし、ウォーロックはガリアのネウロイの巣において多大な戦果を挙げるも、本体がネウロイに乗っ取られ暴走を起こし、赤城と基地を攻撃される。その後、基地に乗り込んで来たミーナ達に部下共々拘束される。
クリスティアーネ・バルクホルン（Christiane Barkhorn）
声 - 真田アサミ
ゲルトルート・バルクホルンの妹。愛称は「クリス」。容貌が芳佳に似ている。ネウロイの襲撃の時にバルクホルンの撃墜したネウロイの破片を浴び、精神的ショックもあって昏睡状態に陥ってしまった。バルクホルンは給料の全てを彼女の治療費につぎ込んでいた。やがて彼女は意識を回復、姉との再会を果たした。
地下鉄に興味があり、その影響でバルクホルンが得た知識が『ROAD to BERLIN』クライマックスで芳佳の救出に役立つこととなる。
クルト・フラッハフェルト（Kurt Flachfeld）
声 - 加瀬康之
ミーナがカールスラント時代に兄と慕っていた隣家の青年で、音楽家を目指し共に生活していたが、ネウロイ侵攻の際にミーナがステージ衣装を燃やし歌手の道を捨てウィッチに入隊したため、自分も音楽家の道を捨て軍隊に入隊した。
戦況が悪化し、カールスラント・ガリア・オストマルク三カ国のブリタニアへの国民大撤退作戦「ダイナモ作戦」が決行された際、ミーナに「ブリタニアに着いたら渡したいものがある」と告げたが、クルトの部隊は撤退が間に合わなかった。
『ストライクウィッチーズ』にて、廃墟となったカレー付近での戦闘時にクルトが乗っていた車が発見され、かつて渡すはずだったステージ衣装がミーナの手元に届くこととなる。

#### 『ストライクウィッチーズ2』より登場
レオナルド・ロレダン（Leonardo Loredan）
声 - 塾一久
所属：ヴェネツィア海軍 / 階級：大佐
ヴェネツィア第一戦隊旗艦、ヴィットリオ・ヴェネト艦長。
数多くの軍人を輩出した名門貴族の生まれで、彼も海軍軍人としての人生を当然のごとく選んでいる。アドリア海で艦隊を率いていたところネウロイと遭遇、苦戦するも芳佳に救われた。大型ネウロイの巣に対する最終作戦「オペレーション・マルス」にも参加している。
アンナ・フェラーラ（Anna Ferrara）
声 - 鳳芳野
ヴェネツィア南部沿岸の小島に住む老ウィッチ。元ヴェネツィア空軍大尉で、退役後も長く前の大戦時には飛行教官を務めていた。
老境に達しても飛行できる魔法力を持っており、飛行そのものが固有魔法である可能性が高いとされる。
美緒の命令で訓練に訪れた芳佳・リーネ・ペリーヌの3人に昔ながらの箒による飛行試験を課し、ストライカーユニットに頼らず自身の力で魔法力を制御する術を教えた。
首都で暮らしていた娘イザベッラ夫婦と孫娘グリゼルダ、ラウラはネウロイの侵攻から疎開している。
マリア・ピア・ディ・ロマーニャ（Maria Pier Di Romagna）
声 - 米澤円
ロマーニャ公国第一公女。まだ10代の少女で公務経験も無かった。ローマ市街での自由行動を巡って従者と争っていた際に、誘拐と勘違いしたルッキーニにより連れ出される。
しばし身分を隠して普通の少女としてローマ観光を楽しんだが、まだ幼いルッキーニとシャーリー、芳佳が果敢にネウロイを撃退して街を救う姿を見て、改めて自身の役割を悟り、ウィッチーズの庇護者となる。翌日の初公務における声明でルッキーニらの活躍を称えると共に、ロマーニャに新たに設置されたばかりの501基地にチョコレートやお菓子などの援助物資を多数の輸送機で贈った。アニメ版『ストライクウィッチーズ2』第6話以降基地内の調度やピアノなどが増えたのは彼女の支援の賜物である。『ストライクウィッチーズ劇場版』ノベライズにも登場し、ヴェネツィアを訪問している。
『ストライクウィッチーズ』第5話でローマを襲ったネウロイを撃退した褒賞に、ルッキーニとシャーリーのために製作させた個人用特製拳銃を贈呈したが、大切に保管されて普段使われることがなかったため、通常のミリタリーモデルに501JFWの紋章を入れただけのモデルを別に送っている。芳佳は拳銃を持たないことから、美緒に相談し、芳佳をヘルウェティアの医学校に留学させるために手を回している。
バーンハード・モントゴメリー
声 - 中田譲治
『ストライクウィッチーズ2』第10、11話、『ストライクウィッチーズ劇場版』に登場。詳細は「アフリカの魔女」系統に記述。
アルブレヒト・ケッセルリンク
声 - 石塚運昇
所属：カールスラント空軍 / 階級：元帥
人類連合軍の将軍の一人。優しげな風貌の持ち主で微笑を絶やさない。空軍の将軍であるが地上戦闘も得手とし、地中海方面の防衛に貢献した。
第10、11話に登場しモントゴメリー・小沢と共にミーナと美緒に「オペレーション・マルス」の実施を指示した。
大沢義三郎（おおさわ ぎさぶろう）
声 - 外谷勝由（『ストライクウィッチーズ2』）、土師孝也（『ブレイブウィッチーズ』）
所属：扶桑皇国海軍 / 階級：中将
人類連合軍の将軍の一人で、援三号作戦用艦隊の司令長官。理知的にして果断に戦う性格。
ケッセルリンク・モントゴメリーと共にミーナと美緒に「オペレーション・マルス」の実施を指示し、「オペレーション・マルス」失敗の場合はロマーニャ全土からの撤退もやむなしという状況をミーナと美緒に告げた。
アニメ『ブレイブウィッチーズ』では第1話に第三航空戦隊司令長官として登場し、雁淵ひかり、三隅美也の欧州派遣試験を見守っている。フレイヤー作戦に際しては北極海方面へと派遣された機動部隊「グリゴーリ空母部隊」を指揮した。

#### 『ストライクウィッチーズ劇場版』より登場
長崎義男（ながさき よしお）
声 - 菅生隆之
所属：扶桑皇国海軍 / 階級：大佐
空母「天城」の艦長。氷山との衝突事故で補助発電機室付近から火災が発生した際、結城の進言を容れてやむなく弾薬庫注水を宣言する。
結城修二（ゆうき しゅうじ）
声 - 星野充昭
所属：扶桑皇国海軍 / 階級：兵曹長
空母「天城」の搭乗員。
艦内では最古参であり、他の乗組員からの信頼は厚い。
事故で弾薬庫に閉じ込められ注水が宣言されるが、救援に駆けつけた芳佳とともにバルブを動かして火災を鎮火させ生還した。
ジャン＝ポール・パスパルトゥ（JEAN-PAUL PASSEPARTOUT）
声 - 江原正士
『ストライクウィッチーズ劇場版』、『ストライクウィッチーズOperation Victory Arrow』Vol.3に登場。ペリーヌ（クロステルマン家）の家令。
ペリーヌの祖母の代からクロステルマン家に仕える忠実な家令。非常時に備え館に武器を秘蔵しており、『Operation Victory Arrow』Vol.3ではユリウス救出の役に立った。
ドナルド・D・アイゼンハワー
声 - 辻親八
『ストライクウィッチーズ劇場版』に登場。連合軍西部方面軍総司令官、リベリオン合衆国陸軍元帥。

#### 『ストライクウィッチーズ Operation Victory Arrow』より登場
エミリアーナ・ルッキーニ（EMILIANA LUCCHINI）
声 - 永木貴依子
Vol.2に登場。ルッキーニの母。
ローマからシチリア島の実家に疎開しており、シャーリーとルッキーニを居候させている。
エルンスト・ロンメル
声 - てらそままさき
Vol.2に登場。詳細は「アフリカの魔女」系統項に記述。
ユリウス・ヴァンペルト（JULIUS VAN PELT）
声 - 川名真知子
Vol.3に登場。ネーデルラントの戦災孤児で妹思いの腕白少年。ネーデルラント陥落の際、故郷アルンヘムを守るはずのウィッチ部隊が来なかったことで父レイモントを失い、以来ウィッチを恨んでいる。母は疎開先のブリタニアで死去している。
高熱を出した妹のために薬を盗もうとしたところをペリーヌに拾われる。妹ローズの希望を汲み、アルンヘムに残してきた熊のぬいぐるみ「ヤン」を探しだそうとする。
ローズ・ヴァンペルト（ROSE VAN PELT)
声 - 加隈亜衣
Vol.3に登場。ネーデルラントの戦災孤児の幼女でユリウスの妹。高熱を出したところをペリーヌに拾われ、手厚い治療を受ける。
両親から贈られた熊のぬいぐるみ「アン」を所持しており、兄の持ち物だった「ヤン」との再会を望んでいる。

#### 『ストライクウィッチーズ ROAD to BERLIN』より登場
アルテア・グリマーニ
声 - 小林星蘭
ローザンヌ医学校での芳佳の学友。当初は芳佳が501JFWの一員であることを知らなかったが、彼女がウィッチでありしかも501JFWの一員であったことを知り驚く。彼女が父親に連絡を取ったため、芳佳がドージェの動静確認に赴くこととなる。
カルロ・グリマーニ
声 - 石井康嗣
所属：ヴェネツィア海軍
戦艦ドゥージェ艦長。アルテアの父親。地中海から大西洋へ回る任務の最中、氷山型ネウロイと遭遇。統合軍の最重要補給地点・アントウェルペンを守る為に芳佳と共に奮闘、艦は中破するも生還する。
マイヤー
声 - 柳田淳一
ヘルウェティアの整備兵。ヘルウェティア空軍基地に勤務。
美緒の要請を受けてストライカーユニットを用意するが、そのあまりの整備・保管の杜撰さを叱責される。しかし、その状態で飛行した芳佳に感嘆する。
ジェラルド・S・パットン
声 - 玄田哲章
統合軍西方軍集団最高司令官、リベリオン陸軍大将。詳細は「アフリカの魔女」系統項に記述。
オスカー・ニースン・ブラッドレー
声 - 楠見尚己
統合軍西方軍集団副司令官、リベリオン陸軍中将。詳細は「アフリカの魔女」系統項に記述。
ネーデルラント女王
声 - 折笠愛
ネーデルラント元首。
ネーデルラントの希望の象徴でもある幻の青いチューリップ「クィーン・オブ・ネーデルラント」を咲かせるために501JFWに依頼する。
エアハルト・フォン・マンシュタイン
詳細は「ブレイブウィッチーズ」系統項に記述。

## 「ブレイブウィッチーズ」系統
当項では
- アニメ『ブレイブウィッチーズ』（「ペテルブルグ大戦略」を含む）
- 小説『ブレイブウィッチーズ Prequel』
- コミック『ブレイブウィッチーズ 第502統合戦闘航空団』『ブレイブウィッチーズPrequel オラーシャの大地』

登場の人物について扱う。

### 第502統合戦闘航空団「ブレイブウィッチーズ」
東部方面統合軍総司令部に所属。東部戦線を担当。ペテルブルグに本拠地を置く。ラルを隊長、サーシャを戦闘隊長とする。
なお、雁淵孝美については『ブレイブウィッチーズ』のメインキャラクターとして便宜上、当項目で扱う。
雁淵 ひかり（かりぶち ひかり）
声 - 加隈亜衣
誕生日：5月26日 / 年齢：14歳（1944年7月） / 身長：156cm / 原隊：扶桑皇国海軍佐世保航空予備学校（第1話）→海軍第337航空隊特設欧州支隊（第2話以降） / 階級：飛行学生（第1話）→軍曹 / 固有魔法：接触魔眼 / 使用機材：零式練習用戦闘脚一一型（第1、2話）→試製紫電改二「チドリ」（第2話以降） / 使用武器：九九式二号二型改13mm機関銃 / 使い魔：フソウリス
アニメ『ブレイブウィッチーズ』主人公。姉は雁淵孝美。佐世保航空予備学校の一年生。
成績は平凡、体力は人並み以上。魔法力はごく弱くJFWでの戦闘に適さないほどだが、持続力の点では驚異的で、不撓不屈の闘志と努力をも持ち合わせる。固有魔法の魔眼は極めて貴重な能力ではあるものの、通常の魔眼と違い、相手と接触しないと発動しない「接触魔眼」であるため使い勝手が悪い。攻撃力・防御力の不足にもかかわらず無謀な突撃癖の持ち主であり、502JFWでは僚機の護衛を受けつつ魔眼を用いた強行偵察任務を担当する。
いつか孝美と共に飛ぶことを夢見ていたが、欧州戦線の戦況の悪化により紆余曲折を経てスオムスのカウハバ基地に派遣されることになった。道中、ネウロイの襲撃で重傷を負った孝美の戦線離脱を受け、姉の代わりに502JFWに参加を志願する。体力はあるが魔法力が不足していたため早々に扶桑に送り返されるはずだったものの、ロスマンの教導と接触魔眼の判明により正式に参加を認められる。第10話で孝美が復帰したことでついにカウハバへの異動が決まるが、ネウロイの巣「グリゴーリ」破壊作戦中に想定外の事態で孝美が負傷したことを受け制止を振り切って戦列に加わり、「グリゴーリ」のコア破壊に成功する。作戦終了後はあらためて502JFWに留まることとなった。
『ストライクウィッチーズ ROAD to BERLIN』第11話では、ラル、マンシュタインとともにアムステルダムの統合軍司令部を訪れている。
雁淵 孝美（かりぶち たかみ）
声 - 末柄里恵
誕生日：10月22日 / 年齢：17歳（1944年7月時点） / 身長：164cm / 原隊：扶桑皇国海軍第22航空戦隊第253航空隊 / 階級：中尉（502JFW）→大尉（508JFW）/ 固有魔法：魔眼 / 使用機材：試製紫電改二型（チドリ仕様）→紫電二一型(11話-) / 使用武器：S-18対物ライフル / 使い魔：丹頂鶴 
ひかりの姉である現役のウィッチで扶桑のエースの一人。妹のひかりを可愛がっている。
『ブレイブウィッチーズ』本編開始以前はリバウに派遣され、その撤退戦の際に後衛として負傷しながらも戦い抜いた活躍から、「佐世保の英雄」と呼ばれ映画化もされている。左の乳房の下にはその際の大きな傷跡が残っている。リバウ撤退戦後は一時ブリタニアで療養生活を送っており、その際にラルと交友を結んでいる。また、美緒には相当扱かれたらしい。扶桑に帰還後は教官任務を担当し、管野直枝はその頃の教え子。後に508JFWの結成に参加する。
固有魔法である魔眼は探知範囲は広いもののコアの位置に若干の誤差がある。また、覚醒魔法として「絶対魔眼」があり、これを使うと通常特異型や複数のネウロイのコアを一瞬で捕捉できるが、肉体的・精神的に負荷が大きく、魔法力を使い果たしてしまう危険なものである。
妹とともに欧州へ向かう途中、ネウロイの群れに襲撃を受けて出撃し、切り札である絶対魔眼で撃退するも自身は意識不明となり戦線を離脱した。その後は3ヶ月もの間昏睡状態だったが、芳佳の治療により意識を取り戻し戦線に復帰。妹への想いからあえてひかりを突き放し、ラルが提案した妹との勝負で僅差で勝利してひかりを戦線から離脱させる。フレイヤー作戦では502JFWとともに出撃し、一度はネウロイの巣「グリゴーリ」の撃破に成功するも真コアの存在のため失敗、絶対魔眼を使用して戦線を離れ、ひかりに後を託す。戦闘終結後、ひかりを残して502JFWを離れることとなる。
管野 直枝（かんの なおえ）
声 - 村川梨衣
誕生日：9月23日 / 年齢：14歳（1944年7月） / 身長：149cm / 原隊：扶桑皇国海軍第343航空隊 / 階級：少尉→中尉 / 固有魔法：圧縮式超硬度防御魔方陣（超硬シールド） / 使用機材：零式二二型甲、紫電二一型 / 使用武器：九九式二号二型改13mm機関銃 / 使い魔：ブルドッグ（元・自宅の番犬）
扶桑海軍エースの一人で、自分の事を「オレ」と呼び、乱暴な言葉づかいをする肝の座った少女。作中で中尉に昇進する。
勇猛果敢、猪突猛進タイプで、弾が切れれば拳に固有魔法によるシールドを一点集中させ素手で殴りつけてネウロイを撃墜するなど、無謀で乱暴極まりない闘争本能むき出しの戦闘スタイルを持ち、敵は大物ほど落としがいがあると豪語する。この性格で訓練中からしばしばストライカーユニットを破損させ、「デストロイヤー」の異名を持っている。いっぽうでガリア文学をはじめとする読書をたしなむ一面もあり、また優しくしてくれた姉の面影を感じるサーシャには頭が上がらない。
『ブレイブウィッチーズ』作中では、長く孝美と飛ぶことを夢見ていたため、ひかりの着任後は何かと食って掛かっていたが、やがて憎まれ口を言いつつも仲良くなり、接触魔眼のため近接戦闘を余儀なくされるひかりとコンビを組み相棒と認めるようになる。
ニッカ・エドワーディン・カタヤイネン（Nikka Edvardine Katajainen）
声 - 高森奈津美
誕生日：5月31日 / 年齢：15歳（1945年7月） / 身長：160cm / 原隊：スオムス空軍飛行第24戦隊第3中隊 / 階級：軍曹（『オーロラの魔女』）、曹長（『ブレイブウィッチーズ』） / 固有魔法：超自己回復魔法 / 使用機材：Bf109G-2、Bf109G-6、Bf109K-4 / 使用武器：MG42 / 使い魔：雪イタチ
通称「『ついてない』カタヤイネン」「ニパ」。スオムス軍のウィッチで、エイラやハッセとは戦友である。本記事では「ニパ」と表記する。
撃墜数では原隊内で上位層ながら、度重なる被撃墜に加えて不可抗力による不慮の事故や機体トラブルのためにしばしば墜落を経験し、その度に奇跡的な生還を果たしている。貴重なストライカーユニットをあまりにも壊すため、一時空戦の任務から外されてハンガーの掃除をやらされたこともある。 502JFWに転属後も運の無さは相変わらずで、ストライカーユニットを壊してはサーシャを悩ませている。
『ブレイブウィッチーズ』では持ち前の明るさでひかりを一番早く受け入れた僚友であり、その後もひかりや直枝と行動を共にする事が多い。
『オーロラの魔女』では不運や姿がよく似たハッセへの劣等感から無理に出撃してハッセを怪我させてしまう。しかしハッセがニパの防御力と闘志に期待していたことを知り、ハッセの欠けた戦場で見事に期待に応えてみせ、改めて親友となった。
ヴァルトルート・クルピンスキー（Waltrud Krupinski）
声 - 石田嘉代
誕生日：11月11日 / 年齢：17歳（1944年7月） / 身長：175cm / 原隊：カールスラント空軍第52戦闘航空団第7中隊 / 階級：中尉 / 固有魔法：マジックブースト / 使用機材：Bf109G-6、Bf109K-4 / 使用武器：MG42、MP43+42LP / 使い魔：ワイマラナー
通称「ユニット壊し」「伯爵」。「伯爵（グレーフィン）」のあだ名は長身と優雅な身のこなし、大人びた態度に由来する。
第二次ネウロイ大戦開戦前からキャリアを積んだウィッチ。一撃離脱戦法を好み、被弾を無視して猪突猛進する、敢闘精神に富むタイプだが、それゆえにユニットを壊すことが多い。固有魔法の「マジックブースト」は、魔法力による瞬間的な超加速だが、ユニットへの負荷が大きいとされる。酒好き女好きの享楽主義者であり、常に楽天的で微笑みを絶やすことがない。
おり、バルクホルン、エーリカとは旧知の仲。エーリカの長機を務めたことが有り、空戦テクニックを教えたのは彼女であるが、真面目な優等生であったエーリカが「地上でのダメ人間」となってしまったのも彼女の影響である。
ユニットをしばしば破損させることから、ニパ、直枝と共に3人まとめて「ブレイクウィッチーズ」と呼ばれて揶揄されるひとりである。
アレクサンドラ・I・ポクルイーシキン（Aleksandra Ivanovna Pokryshkin）
声 - 原由実
誕生日：3月6日 / 年齢：16歳（1944年7月） / 身長：158cm / 原隊：オラーシャ陸軍親衛第16戦闘機連隊（連隊長）  / 階級：大尉 / 固有魔法：映像記憶能力 / 使用機材：MiG i-225 / 使用武器：DP28軽機関銃、PTRS1941対戦車ライフル / 使い魔：ホッキョクグマ
オラーシャのトップエースで、502JFW戦闘隊長として戦闘全般を任される。ミドルネームは「イワーノヴナ」、通称「サーシャ」。本記事では「サーシャ」と表記する。
一度見たものを正確に記憶し思い出せるという映像記憶能力の固有魔法を持ち、どんなユニットでも使いこなせる。父が機械技師であるため幼い頃より機械に慣れ親しんでおり、整備の腕も一流。オラーシャでは遅れていた空戦技術の教本を独学で作成して航空学校の校長に望まれたこともある名ウィッチであり、前大戦のガリアのウィッチ、レーヌ・フォンクの著書で学んだ縁で亡命ガリアウィッチを積極的にスカウトしている。502JFWでは「ブレイクウィッチーズ」をはじめストライカーユニットの消耗率が高いことが頭痛の種。
幼少期にペテルブルグに母方の祖母リュドミラ・コンスタンチノヴナ・クラサフチェンコを訪ねた際の事件のために同市街の記憶を封印していたが、『ブレイブウィッチーズ』第6話でのペテルブルグ市街戦の中で祖母の旧宅に遭遇したことで思い出し、市街に擬態したネウロイの撃破に完全記憶能力を活躍させる。
ジョーゼット・ルマール（Georgette Lemare）
声 - 照井春佳
誕生日：11月16日 / 年齢：16歳（1944年7月） / 身長：156cm / 原隊：ガリア空軍第4連隊第1戦闘ウィッチ大隊第1飛行隊、自由ガリア空軍「ノルマンディ」 / 階級：軍曹（1942年）→ 少尉（1943年）/ 固有魔法：治癒魔法 / 使用機材：VG.33、VG.39bis他 / 使用武器：mle1924/29軽機関銃、DP28軽機関銃他 / 使い魔：ペルシャ猫
通称「ジョゼ」。応急処置レベルだが治癒の固有魔法を持ち、発動させると「体が熱くなる」体質でやせの大食い。本記事では「ジョゼ」と表記する。
ガリアのバラントンで宿屋を経営する両親のもとに生まれ、幼い頃の手伝い経験からベッドメイクや掃除が得意。
戦闘では粘り強い防御的戦闘を得意とし、治癒魔法の使い手でもあることから、サーシャが502JFWにスカウトした。常識人であり、型破りな人物の多い502JFWの中では苦労を抱えることが多い。
ガリア撤退戦で軍曹として初の実戦を経験した後、西アフリカのダカール軍港へ退避するガリア海軍を護衛し、ガリアの臨時政府が乱立する混乱の中、アフリカの「南方正統ガリア政府」に所属することになる。1943年、自由ガリア空軍に合流して「ノルマンディ」部隊に参加し少尉に任官する。
『ブレイブウィッチーズ』では力量不足で孝美を完全には治療できなかったことを悔やみ、序盤ではひかりに対して臆病になっていた。
『アフリカの魔女 ケイズ・リポート』3巻では「南方正統ガリア政府」の根拠地ダガール軍港でただ一人のウィッチとして奮闘。戦艦リシュリュー等の支援を受け、リベリオンの援軍が来るまで守り抜いた。
下原定子（しもはら さだこ）
声 - 水谷麻鈴
誕生日：5月7日 / 年齢：17歳（1944年7月） / 身長：160cm / 原隊：扶桑皇国海軍遣欧艦隊第24航空戦隊第288航空隊 / 階級：少尉 / 固有魔法：複合魔法視力 / 使用機材：零式艦上戦闘脚二一型、紫電二一型 / 使用武器：九九式二号二型改 / 使い魔：フソウウサギ
扶桑の学者一家の生まれ。リバウ当時の美緒の教え子で、訓練生時代より常に中の上の成績を収め、人に教えることを除けば何事もそつなくこなす。
扶桑文化を大切にしているが、正座という文化を502に持ち込んだ結果、精神修養や礼儀作法のためという思惑をはずれ、懲罰措置に使われたのは彼女にとって誤算であった。
ナイトウィッチではないものの、遠距離視と夜間視の複合魔法視力という固有魔法の適性からリバウ時代にカールスラント式の夜間戦闘訓練を受けており、502JFWでは夜間哨戒にもあたっている。
隊内の炊事担当として扶桑料理で隊員の好評を得ているものの戦闘での貢献が少ないことを悩んでいたが、ひかり、ジョゼとの任務で遭難した際に知識と機転で冷気発生ネウロイ（NR-009）を撃破し、また基地帰還後に彼女の良質な食事が大いに歓迎されたこともあって自信を得た。
エディータ・ロスマン（Edytha Rossmann）
声 - 五十嵐裕美
誕生日：1月11日 / 年齢：19歳（1944年7月） / 身長：151cm / 原隊：カールスラント空軍第52戦闘航空団第4中隊 / 階級：曹長 / 使用機材：Bf109G-6、Bf109K-4他 / 使用武器：MG42、フリーガーハマー他 / 使い魔：キツネ
通称「パウラ」、502JFWの教育係曹長。
長い軍歴を持つベテランで、撃墜数は100未満とカールスラント空軍の中では目立たない数字だが、人当たりが良く、勘や天才的センスに頼らない教え上手。そのため「先生」と敬愛を込めて呼ばれる事も多い。幼い頃に大病を煩い、年齢の割に華奢で決して丈夫な体ではないことから激しいドッグファイトを避け、一撃離脱戦法を常に実践している。エーリカの初陣の際の列機でもあり、エーリカはロスマンの機体をネウロイと誤認して逃げ回ったあげく、魔法力切れで墜落という散々なデビュー戦を経験した。
『ブレイブウィッチーズ』では、かつて魔法力の弱い生徒を出撃させて飛べない身にさせてしまったことへの後悔から、未熟で魔法力も弱いひかりに試練を与えて厳しく指導する。
グンドュラ・ラル（Gundula Rall）
声 - 佐藤利奈
誕生日：3月10日 / 年齢：18歳（1944年7月） / 身長：169cm / 原隊：カールスラント空軍第52戦闘航空団第3飛行隊 / 階級：少佐 / 固有魔法：偏差射撃 /  使用機材：Bf109G-6、Bf109K-4 / 使用武器：MG42 / 使い魔：狼
502JFW隊長。エーリカ、バルクホルンに次ぐ、カールスラント空軍第3位かつ世界第3位のエース。
カールスラント撤退戦の折に撃破したネウロイの破片で視界を遮られるという不運から被弾、背骨を折る重傷を負って後送され、ブリタニアでの不屈のリハビリと治療の結果、9ヶ月後には戦場に復帰した過去がある。この古傷を保護するため、魔法繊維で編んだコルセットを着用している。
さばさばした姉御肌で周囲を安心させることができ、現場指揮をサーシャに丸投げしながらも責任は自らが取るスタンスを明確にしている優秀な指揮官で、部隊の活動を維持するための裏面の書類工作に長ける。また鋭い人物観察眼をもち、くせ者揃いの航空団がまとまっているのは、彼女の人物配置の妙があってこそである。
『ブレイブウィッチーズ』では、凡庸な新人のひかりに「戦いたければ強くなれ」と冷徹に接し、無理ならば送還も辞さない厳しさを示しながらも挽回のチャンスを与える度量を示し、その魔眼を発現させるきっかけを作った。

### 「ブレイブウィッチーズ」構成員以外のウィッチ
三隅美也（みすみ みや）
声 - 内田真礼
誕生日：3月1日 / 年齢：14歳（1944年時点） / 身長：157cm / 原隊：扶桑海軍佐世保航空予備学校 / 使用機材：零式練習用戦闘脚一一型 / 使用武器：九九式二号二型改13mm機関銃 / 使い魔：白猫
ひかりの同級生で学年首席。佐世保の資産家の令嬢で勝気な性格をしており、孝美を尊敬している。落ちこぼれのひかりのことを見下していた。
欧州へ派遣される人員の選抜に立候補し、同じく立候補したひかりと選抜試験に挑むが、視界不良によって障害物に衝突し、ひかりを巻き込み墜落。激流の中で気を失ってしまうが、ひかりに助けられる。
のちに507JFWに所属する。
北郷章香
声 - 藤田咲
佐世保航空予備学校校長。詳細は『ストライクウィッチーズ零』に記載。
新藤美枝（しんどう みえ）
声 - 森谷里美
階級：少佐 / 固有魔法：三次元空間把握能力 / 使い魔：四国犬
扶桑海軍第三航空戦隊ウィッチ部隊指揮官。『ブレイブウィッチーズ』第1話では、佐世保で雁淵ひかりと三隅美也の欧州派遣試験を見守った。
孝美とはリバウ時代の旧知で、のちに508JFWで戦闘隊長に就任し孝美を招聘する。
国崎燈子（くにさき とうこ）
声 - 中村桜
階級：大尉
佐世保航空予備学校教官。ひかり、美也らに飛行戦技を教えている。
ノーラ・テイラー
声 - 山田悠希
原隊：ブリタニア海軍第804海軍航空隊 / 階級：軍曹 / 使い魔：マルチーズ
アウストラリス連邦出身のブリタニア海軍ウィッチ。ブリタニアからムルマンに向かう大規模な補給船団の非常時に備え同行していたが、現れた大型ネウロイ（NR-013/014）との戦闘で撃墜される。戦闘後、入院しているクルピンスキーの元に訪れ世話をしていた。
宮藤芳佳
詳細は「ストライクウィッチーズ」系統に記述。
アウロラ・E・ユーティライネン
『ブレイブウィッチーズPrequel』に登場。詳細は『オーロラの魔女』に記述。
ハンナ・ヘルッタ・ウィンド
『ブレイブウィッチーズPrequel』に登場。詳細は『オーロラの魔女』に記述。
ヴェスナ・ミコヴィッチ
1944年当時のスオムス義勇独立飛行中隊メンバー。『ブレイブウィッチーズPrequel』に登場。
リー・アンドレア・アーチャー
1944年当時のスオムス義勇独立飛行中隊メンバー。『ブレイブウィッチーズPrequel』に登場。
クラマース・ブレンガーム
1944年当時のスオムス義勇独立飛行中隊メンバー。『ブレイブウィッチーズPrequel』に登場。

### その他の人物（「ブレイブウィッチーズ」系統）
雁淵浩平
声 - はらさわ晃綺
所属：扶桑皇国海軍
ひかり、孝美の父。扶桑海軍針尾送信所に無線技士として勤務する。
雁淵竹子
声 - 三浦綾乃
ひかり、孝美の母。魔法力をもつが微弱。
大沢義三郎
声 - 土師孝也
扶桑皇国海軍中将。 「ストライクウィッチーズ」系統#その他の人物に記載。
伊東省三
声 - 上城達也
所属：扶桑皇国海軍 / 階級：中将
第三航空戦隊司令。ひかりと孝美が便乗する遣欧艦隊を指揮する。
エアハルト・フォン・マンシュタイン
声 - 屋良有作
所属：カールスラント軍 / 階級：元帥
フルネームはフランツ・エアハルト・フォン・レヴィンスキー・ゲナント・フォン・マンシュタイン。
「ペテルブルグ軍集団」司令官。マンネルヘイムとともにフレイヤー作戦を総指揮する。
『ストライクウィッチーズ ROAD to BERLIN』ではアムステルダムの総司令部を訪れる。
クラウス・マンネルヘイム
声 - 廣田行生
「スオムスいらん子中隊」系統に記載。
ヴァーノン
声 - 丸山壮史
階級：大佐
ムルマンへの輸送船団を指揮した軽巡洋艦「オディシアス」艦長。

## ルミナスウィッチーズ

### 連盟空軍航空魔法音楽隊「ルミナスウィッチーズ」
ヴァージニア・ロバートソン（Virginia Robertson）
声 - 鳴海まい
誕生日：4月7日 / 年齢：14歳 / 身長：154cm / 出身：ブリタニア連邦 / 使い魔：「モフィ」（種族不明） / 階級：軍曹 / 担当：ボーカル・編曲
「ルミナスウィッチーズ」主人公。愛称は「ジニー」。ブリタニアの片田舎出身でナイトウィッチの資質を持つが、発信能力がなくナイトウィッチの基準を満たさない。
使い魔のモフィを仲間の元に返すという目的で上京したロンドンでいのり、ミラーシャと出会い、いのりの誘いで航空魔法音楽隊に参加することとなる。
渋谷 いのり（しぶや いのり）
声 - 細川美菜子
誕生日：8月12日 / 年齢：14歳 / 身長：153cm / 出身：扶桑皇国 / 使い魔：三毛猫の「おこげ」 / 階級：軍曹 / 担当：ボーカル・作曲
愛称は「いのりん」。扶桑陸軍航空隊所属、ブリタニア駐在武官を父に持つ陸軍一家出身で、万事に控えめだがときに頑固なところも見せる。高いところが苦手。
ロンドンで出会ったジニーを航空魔法音楽隊に推薦し、自身もジニーの誘いで参加する。
リュドミラ・アンドレエヴナ・ルスラノヴァ（Lyudmira Andreyevna Ruslanova）
声 - 藍本あみ
誕生日：10月27日 / 年齢：14歳 / 身長：160cm / 出身：オラーシャ帝国 / 使い魔：ボルゾイの「オリヴィエ」 / 階級：軍曹 / 担当：ボーカル・作詞
愛称は「ミラーシャ」。オラーシャ陸軍所属でエネルギッシュかつ世話焼きな性格。
アイラに心酔しており、航空魔法音楽隊の募集に応じ参加する。
アイラ・ペイヴィッキ・リンナマー（Aira Paivikki Linnamaa）
声 - 真宮涼
誕生日：6月29日 / 年齢：16歳 / 身長：171cm / 出身：スオムス共和国 / 使い魔：ホッキョクオオカミの「フィン」 / 階級：少尉 / 担当：ボーカル・リーダー
愛称は「アイラ」。「ルミナスウィッチーズ」リーダーを務める音楽隊唯一のエースウィッチだが、負傷が原因で前線を離れている。
ルミナスウィッチーズの結成以前から、グレーシーの指揮下でエリーとともに歌手として活動していた。
エレオノール・ジョヴァンナ・ガション（Eleonore Giovanna Gassion）
声 - 都月彩楓
誕生日：12月19日 / 年齢：16歳 / 出身：ガリア共和国 / 身長：166cm / 使い魔：イエネコの「リオ」 / 階級：軍曹 / 担当：ボーカル・サブリーダー
愛称は「エリー」。「ルミナスウィッチーズ」サブリーダー。不思議な人物と思われがちな言動を取り、猫と会話できる。
ルミナスウィッチーズの結成以前から、グレーシーの指揮下でアイラとともに歌手として活動していた。
マリア・マグダレーネ・ディートリヒ（Maria Magdalene Dietrich）
声 - 花江もも→古仲可奈
誕生日：12月27日 / 年齢：15歳 / 出身：帝政カールスラント / 身長：155cm / 使い魔：モモンガの「フロッケ」 / 階級：曹長 / 担当：ボーカル・アクロバット演目考案
愛称は「マリア」。規律を重視するタイプだが、朝起きるのが苦手。
マナイア・マタワウラ・ハト（Manaia Matawhaura Hato）
声 - 結木美咲
誕生日：12月30日 / 年齢：13歳 / 出身：ニューゼーラント / 身長：152cm / 使い魔：キーウィの「キューちゃん」 / 階級：軍曹 / 担当：ボーカル・ダンス振り付け
愛称は「マナ」。使い魔の調子により飛行できるかどうかにムラがある。
シルヴィ・カリエッロ（Silvie Cariello）
声 - 琴坂みう→吉北梨乃
誕生日：10月11日 / 年齢：15歳 / 出身：ロマーニャ公国 / 身長：162cm / 使い魔：羊の「ペコラスチャン」 / 階級：軍曹 / 担当：ボーカル・衣装担当
愛称は「シルヴィ」。訓練では優秀だったが、前線に出してもらえず、音楽隊への転属命令を受ける。
「シルヴィ・カリエッロ」は本名ではなく、身分と名を偽って軍に所属している。
ジョアンナ・エリザベス・スタッフォード（Joanna Elizabeth Stafford）
声 - 橘きょう→豆咲りお
誕生日：11月12日 / 年齢：12歳 / 出身：リベリオン合衆国 / 身長：150cm / 使い魔：プレーリードッグの「スマイル」 / 階級：曹長 / 担当：ボーカル・デザイン
愛称は「ジョー」。「ルミナスウィッチーズ」最年少だが、実家は9人姉弟の長姉で、絵を描くのが得意。
空母所属のウィッチだったが、船酔いがひどい性質。実家の名残で男言葉が出るのを隠している。
グレイス・メイトランド・スチュワード（Grace Maitland Steward）
声 - 小松未可子
誕生日：5月20日 / 年齢：23歳 / 出身：リベリオン合衆国 / 階級：少佐 / 担当：隊長／プロデューサー
「ルミナスウィッチーズ」隊長兼プロデューサー。愛称は「グレーシー」。ウィッチとしての現役時代はブリタニアに派遣され、ダンケルク撤退戦などの戦闘に参加していた。現役を退いた後は、歌が人を救うという信念のもと「航空魔法音楽隊」の構想を打ち立てる。

### 「ルミナスウィッチーズ」構成員以外のウィッチ
西杉智美（にしすぎ ともみ）
声 - 茜屋日海夏
原隊：扶桑陸軍第17独立飛行中隊 / 使い魔：イタチの「マルちゃん」
ジニーが『ルミナスウィッチーズ』第8話で訪れた扶桑で出会ったナイトウィッチで、ルミナスウィッチーズのファン。第12話では、ルミナスウィッチーズの歌を全世界に中継したナイトウィッチのひとりとなった。
アレクサンドラ・シェルバネスク
声 - 村中知
原隊：オストマルク空軍第7戦闘航空群第57戦闘飛行隊→カールスラント空軍第3戦闘航空団→第1オストマルク独立飛行隊 / 階級：中尉 / 使用機材：Bf109
503JFW「タイフーンウィッチーズ」メンバー。オストマルク撤退戦からタイフーン作戦まで勇猛果敢に戦い抜いたベテランウィッチで、顔にはタイフーン作戦時の傷が残る。
『ルミナスウィッチーズ』第7話にて、オラーシャ・チェリャビンスク公演に向かうルミナスウィッチーズの搭乗機を護衛し、その後夜間に出現したネウロイとの交戦に参加した。
ロザリー・ド・ラ・ポワプ
声 - 山根綺
原隊：自由ガリア空軍「ノルマンディ」 / 階級：中尉
503JFW「タイフーンウィッチーズ」メンバー。飛行学生上がりで、輸送任務で訪れたツァリーツィンで前線勤務に志願し頭角を現した。
『ルミナスウィッチーズ』第7話にて、オラーシャ・チェリャビンスク公演の際に夜間に出現したネウロイとの交戦に参加した。
川口文代
声 - Lynn
原隊：扶桑皇国陸軍飛行第11戦隊→飛行第204戦隊 / 階級：少尉 / 使用機材：キ43 / 使用武器：扶桑刀
503JFW「タイフーンウィッチーズ」メンバー。大型ネウロイの撃破を得意とし、「大物食い」として知られる。
『ルミナスウィッチーズ』第7話にて、オラーシャ・チェリャビンスク公演に向かうルミナスウィッチーズの搭乗機を護衛し、その後夜間に出現したネウロイとの交戦に参加した。
石田燿子
声 - 石田耀子
年齢：19歳 / 出身：扶桑皇国 / 階級：大尉 / 使い魔：トラネコ
もともとウィッチーズ作品イベントで石田燿子が演じるキャラクターとして登場していたもの。石田燿子のウィッチーズ10周年記念アルバム『石田燿子デビュー25周年＆「ワールドウィッチーズ」10周年記念盤「ソラノウタ」』の際、島田フミカネによるキャラクターデザインが描き下ろされた。
『ルミナスウィッチーズ』第8話にて「石田大尉」名義で登場する。
宮藤芳佳
詳細は「ストライクウィッチーズ」系統に記述。
サーニャ・V・リトヴャク
詳細は「ストライクウィッチーズ」系統に記述。
エイラ・イルマタル・ユーティライネン
詳細は「ストライクウィッチーズ」系統に記述。

### その他の人物（「ルミナスウィッチーズ」）
フェリシア・ルイーザ・グレスリー
声 - 渡辺美佐
身なりのよい老婦人。音楽隊の編成に奔走するグレーシーに示唆を与え、ルミナスウィッチーズ結成時には議会に根回ししてワールドツアーへと送り出す。
カリニャーノ公
声 - 置鮎龍太郎
シルヴィの父。ロマーニャ公の一族で、シルヴィが幼い頃に妻（シルヴィの母）を亡くしている。
ヴォロージャ、アンナ
声 - 興津和幸（ヴォロージャ）、木村はるか（アンナ）
サーニャの両親。ネウロイの侵攻以来、サーニャと離れて疎開し、音信不通となった。父ヴォロージャはピアニストで、幼いサーニャのために「サーニャのうた」を作曲した。母アンナはウィッチの母（サーニャの祖母）を持つ。
『ルミナスウィッチーズ』第7話では、調子の悪いモフィのためジニーがアンナのもとを訪ねる。ヴォロージャはジニーの働きかけとルミナスウィッチーズの助けにより、サーニャの誕生日に演奏をラジオ放送の波に乗せることとなる。
いのりの祖母
声 - 久川綾
いのりの祖母。『ルミナスウィッチーズ』第8話における音楽隊の扶桑公演時、宿舎としてルミナスウィッチーズを自宅に迎える。かつていのりに琴を教えていた。
ジョーの両親
声 - 三宅健太（父）、ユリン千晶（母）
『ルミナスウィッチーズ』第9話に登場したジョーの両親。ジョーの下に8人の弟をもうけている 。
シリル・ド・ゴール
声 - 岩崎ひろし
ガリア軍最高司令官。『ルミナスウィッチーズ』第12話でのガリア解放記念式典で演説する。
『ノーブルウィッチーズ』ではガリア王党派の陰謀に巻き込まれる。

## 「スオムスいらん子中隊」系統
当項では、小説『ストライクウィッチーズ スオムスいらん子中隊』『サイレントウィッチーズ スオムスいらん子中隊ReBOOT!』登場の人物について扱う。

### スオムス義勇独立飛行中隊
別名「いらん子中隊」。1939年に編成された実験的部隊。スオムス防衛を目的とする。後に改組されて北欧方面の防衛と502JFW、503JFWの後衛を担う第507統合戦闘航空団「サイレントウィッチーズ」となった。
穴拭智子（あなぶき ともこ）
声 - 下地紫野
誕生日：12月5日 / 年齢：16歳（『スオムスいらん子中隊』・『いらん子中隊ReBOOT!』1巻時点）/ 身長：160cm / 原隊：扶桑皇国陸軍飛行第1戦隊（『零1937』『ケイズ・リポート』第1巻）→扶桑皇国陸軍明野飛行学校実験中隊（『スオムスいらん子中隊』） / 階級：少尉→中尉（『スオムスいらん子中隊』第2巻/『いらん子中隊ReBOOT!』第3巻末以降） / 使用機材：キ27 九七式戦闘脚→キ44二式戦闘脚「鍾馗」プロトタイプ / 使用武器：八九式7.7mm固定機銃、扶桑刀「備前長船」 / 使い魔：キツネ（名前は「コン平」）
通称「扶桑海の巴御前」。扶桑海事変で活躍したエースであり、武子・圭子と共に「扶桑海の三羽烏」と呼ばれていた。刀剣を用いての接近格闘戦を身上とし、必殺技「ツバメ返し」による活躍が映画化されて国民的スターとなる。性格は超がつく生真面目で堅物。責任感が強く、それゆえに視野狭窄におちいりがちである。一方で案外雰囲気に弱く、流されやすい面もある（元同期の加東圭子にもその欠点をこぼしていた）。そのため糸河に強引に迫られたり、ハルカやジュゼッピーナに襲われてもあまり抵抗できない。本人はあくまでノーマル性癖を主張していたが、ハルカ達に迫られるうちに自ら疑いを抱くようになっている。
扶桑海事変で挙げた功績にもかかわらずカールスラント派遣メンバーに選ばれず、辺境のスオムスに送られることになってしまう。めげずに手柄を立てようとするも、義勇独立飛行中隊のあまりのヘッポコさとやる気のなさに絶望、更にスオムス行きが親友の武子の進言による物だった事を知り自暴自棄となる。しかし、スオムスでの戦いを通し、仲間と共同して戦うことの重要さに気づいてゆく。のちにエルマから指揮官の地位を譲られ、義勇独立飛行中隊の中隊長（第2代）となる。
1944年、スオムスを離任して帰国。
『ストライクウィッチーズ』第8話で、芳佳は智子をモデルとした扶桑人形を杉田からお礼としてもらっている。
迫水ハルカ（さこみず ハルカ）
声 - 花守ゆみり
誕生日：4月1日 / 年齢：14歳（『スオムスいらん子中隊』・『いらん子中隊ReBOOT!』1巻時点） / 身長：153cm / 原隊：扶桑皇国海軍横浜航空隊（『スオムスいらん子中隊』）、横須賀航空隊（『いらん子中隊ReBOOT!』） / 階級：一等飛行兵曹（1939年）→中尉（1945年） / 使用機材：A6M1十二試艦上戦闘脚 / 使用武器：九九式一号20mm機関銃、九九式二号20mm機関銃、8mm拳銃（護身用）（以上『いらん子中隊』）、ルイス機関銃（『いらん子ReBOOT!』） / 使い魔：タヌキ / イメージモデル：なし
通称「味方撃ちの迫水」。智子と一緒にスオムス派遣部隊の一員となった少女。智子に憧れてウィッチを目指したが、射撃・格闘・航法全部下から数えて一番というダメ隊員っぷりで、これではカールスラント方面の激戦に耐えられないと辺境のスオムスに送られることになった。ダメウィッチであることをのぞけば、お菓子作りが趣味で弓道が特技の一応普通の女の子である。しかし、智子に対しては単なる憧れではなく、性別を越えた感情を抱いており、一時アホネンの元にいた時に「テクニック」を覚えてしまう。やがて智子に所構わずスキンシップを行い、毎晩夜ばいを仕掛けるようになってしまった。時々「コト」を済ませた翌日には智子に対しジゴロみたいな口調で会話をしたりする。逆に智子とジュゼッピーナの「関係」など、他の女性と親密な関係に気付いた時には過剰に嫉妬深い性格となり、智子に容赦なく追求し、ジュゼッピーナに殺意すらはらんで決闘を申し込んだりと、物語が進むにつれその言動は段々とエスカレートしている。
ド近眼であり、ビン底のような度の強いメガネを使っているが、智子にメガネをかけた姿を見られたくないという理由から、戦闘中でさえいざという時にしかかけない。
コミック『キミとつながる空』では、義勇独立飛行中隊を改編した507JFWでの姿が語られる。小説『ブレイブウィッチーズPrequel』では義勇独立飛行中隊中隊長代理を務めており、後に507JFW戦闘隊長に就任する。
エルマ・レイヴォネン（Elma Leivonen）
声 - 田中あいみ
誕生日：6月4日 / 年齢：15歳（『スオムスいらん子中隊』・『いらん子中隊ReBOOT!』1巻時点） / 身長：162cm / 原隊：スオムス空軍第3機械化歩兵大隊第2中隊 / 階級：中尉（1939年） / 使用機材：G50→Bf109E（『いらん子中隊』第2巻以降）/ 使用武器：ブレダ-SAFAT 12.7mm機関銃ほか / 使い魔：ミンク / イメージモデル：なし
コールサインは「ひばり（キウル）」。義勇独立飛行中隊の隊長。天然ボケで、何も無い所ですっ転ぶことができるほどのドジ娘。あらゆる行動がスベりまくり、極めて臆病な上に発想がすぐにネガティブになってしまう。しかし、仲間のみんなや祖国を守りたいという意思は誰よりも強く、落ち込んでも立ち直りが早い。スラッセン陥落後に隊長の座を智子に譲り、以降はのびのびと戦っている。エイラとは先輩後輩の仲である。「みんな、がんばろうね」が口癖。
『スオムスいらん子中隊ReBOOT!』では、中隊長退任後は前線で戦いつつも部隊の補給・後方業務に手腕を振るうようになり、隊員のために上層部とも交渉するしたたかさを身に着けている。
ウルスラ・ハルトマン（Ursura Hartmann）
声 - 野川さくら
誕生日：4月19日 / 年齢：11歳（『スオムスいらん子中隊』・『いらん子中隊ReBOOT!』1巻時点）→16歳（1945年）→17歳（1945年末） / 身長：148cm（1939年）→154cm（『ストライクウィッチーズ2』） / 原隊：カールスラント空軍第3防衛飛行中隊（『スオムスいらん子中隊』/『いらん子中隊ReBOOT!』） / 所属：ノイエ・カールスラント技術省 技術開発部局（『ストライクウィッチーズ2』） / 階級：曹長（1939年）→中尉（1945年） / 使用機材：He 112、Fw190A-0タイプA-0、各種試作機 / 使用武器：MG131、M151/15、他各種試作機材 / 使い魔：アナグマ
エーリカの双子の妹で、眼鏡を掛けている事を除くと容姿は瓜二つだが、姉とは対照的に全ての行動原理がマニュアル主義なため意図に体が追いつかず、特に射撃が不得意。興味のある物事を除けば極めて寡黙で、周囲の状況を一切意に介さず、読書や奇妙な研究に没頭している。しかし、研究に凝りすぎて幾度も実験し居住区の部屋を3つも爆破してしまった。悔しい時など唇を噛むクセがある。
そのため天才的な姉に対して多少のコンプレックスを抱いていたが、「いらん子中隊」の一員として協調性や戦闘技術を学んで戦果をあげたことで払拭している。大型ネウロイに用いる空対空ロケット弾（のちのフリーガーハマーの原型）を開発したことで技術面の能力が認められ、のちに隊を離れて技術士官・中尉としてノイエ・カールスラントの技術省に移った。
『ストライクウィッチーズ2』第4話では、ジェットストライカーMe262の開発者として登場した。
『ストライクウィッチーズ Operation Victory Arrow』Vol.1では、ジェットストライカーなど新兵器のテストのためサン・トロンの基地を来訪し、ピンチに陥ったエーリカのもとへ駆けつける。
『ストライクウィッチーズ ROAD to BERLIN』では9話から登場。ロケット型ネウロイに対抗できる新型ユニットMe163「コメート」を用意。「オペレーション・サウスウィンド」に際しては美緒の頼みで震電の整備を行い、ベルリン解放戦（ヴィクトーリア作戦）にも美緒の指示で居合わせることとなった。
エリザベス・F・ビューリング（Elizabeth F Beurling）
声 - 行成とあ
誕生日：12月6日 / 年齢：18歳（『スオムスいらん子中隊』・『いらん子中隊ReBOOT!』1巻時点） / 身長：165cm / 原隊：ブリタニア空軍第403飛行隊 / 階級：少尉 / 使用機材：ハリケーンMk.II→スピットファイアMk.V（『いらん子中隊』第3巻以降） / 使用武器：ブラウニーMk.1、グルカナイフほか、ブレン軽機関銃 / 使い魔：ダックスフント
ブリタニア連邦内ファラウェイランドの出身で、ブリタニア空軍きっての問題児として有名なウィッチ。
協調性に欠け、独断専行や命令不服従・上官反抗をしては営倉に入ることを繰り返し、また、銃殺刑になりかけたことも数回あった。しかし優れた飛行技術と異様なまでの撃墜への執着を見せる強引な射撃から「銀狐（シルバーフォックス）」のコールサインで呼ばれたほどの歴戦の勇士でもあり、戦いの腕は確かである。過去のある出来事のために自分の死に場所を求めており、常に厭世的な雰囲気を漂わせていた。しかし、次第に智子をサポートする役目に己の居場所を見出し、その言動も和らぎつつある。視野狭窄に陥った時の智子や他の隊員を的確にサポートできる程の冷静な判断力から実質的に義勇独立飛行中隊の副官的立場となっている。暇さえあればタバコを吸っているヘビースモーカーでもある。バイク（ブラフシューペリア SS100）に乗ったりもする。酒が好きでキャサリンやウルスラを連れて昼間から酒場で飲んでいた時期もあった。
『アフリカの魔女 ケイズ・リポート』3巻ではマルタ島戦線の救援として登場し、ドッリオやノイマンら現地のウィッチ達と共闘した。
キャサリン・オヘア（Katharine O'hare）
声 - 井坂瞳
誕生日：3月13日 / 年齢：17歳（『スオムスいらん子中隊』・『いらん子中隊ReBOOT!』1巻時点） / 身長：167cm / 原隊：リベリオン海軍航空母艦レキシントン所属第3戦闘中隊 / 階級：少尉 / 使用機材：F2Aバッファロー→F4Fワイルドキャット（第3巻以降） / 使用武器：M1919（『いらん子中隊ReBOOT!』）、M1917リボルバーほか / 使い魔：アライグマ
テキサス出身の底抜けに能天気なポニーテールの巨乳田舎娘。海と空両方に憧れて海軍に志願したが、空中機動のセンスが絶無であり、配属された空母レキシントンの搭載機（ワイルドキャット32機）を事故で全損させ、部隊のウィッチたちをも負傷させてしまった。この事件により、彼女は「クラッシャー（壊し屋）オヘア」として全リベリオン軍に知られるようになり、これ以上戦わずして貴重な機体を壊されてはかなわないと、海軍は彼女をスオムス送りにしたのである。そんな経緯にも拘らず彼女本人は全く気にしておらず、無駄に明るいムードメーカーっぷりを発揮している。ウルスラとは仲がよく、ともに行動することも多い。ストライカーの頑丈さゆえに、義勇独立飛行中隊の防御を受持つことが多い。語尾に「～ね」とつけたり「～ねー」という癖のある喋り方をする。
ジュゼッピーナ・チュインニ（Giuseppina Ceinni）
声 - 齋藤小浪
誕生日：2月27日 / 年齢：16歳（『スオムスいらん子中隊』3巻、『いらん子中隊ReBOOT!』2巻時点）/ 身長：158cm/ / 原隊：カールスラント空軍第四航空軍第二大隊、ロマーニャ空軍第97急降下爆撃航空群第239飛行隊/ / 階級：准尉（1939年）/ / 使用機材：G.50/ / 使用武器：ブレラ SAFAT12.7mm機関銃/ / 使い魔：ヤマネコ/
スラッセン奪回後に義勇独立飛行中隊の補充兵としてスオムスにやってきた新メンバー。カールスラントの最前線で戦う優秀なウィッチだったが、ある時ネウロイの勢力圏内で撃墜され、行方不明となる。生存は絶望視されたが、1週間後徒歩で帰還した。しかし、記憶が失われており最前線では使い物にならないためにスオムス行きとなった。全ての記憶がないにも拘らず、なぜか初対面の智子のことを知っており、おまけに訓練で見た戦闘技術をまるでコピーするように身に付けていく。やがて智子に対して「あなたのすべてが知りたい」と接近してくるようになり、ハルカの激しい嫉妬を買うことになる。本来は陽気で積極的な性格で、智子のことも元々憧れており、加えて同性趣味であった。記憶を取り戻した後は、当然の如くハルカを相手に智子を巡っての争奪戦を繰り広げている。ハルカからは「パスタ准尉」と呼ばれている。
記憶を失う前は戦闘もさることながら爆撃の名手であり、爆弾を水面に跳ねさせて喫水線上にある目標を撃破する「チュインニ方式」（いわゆるスキップボミング）の創始者である/。

### スオムス義勇独立飛行中隊構成員以外のウィッチ
加藤武子
智子のライバル。詳細は『ストライクウィッチーズ零』に記述。
ジェーン・S・サッチ
原隊：リベリオン合衆国海軍航空母艦レキシントン所属飛行教官（1939年） / 階級：大尉（1939年）→中佐
リベリオン空母「レキシントン」所属のウィッチ。キャサリンの着艦失敗について、機材側の欠陥を察して庇ったが叶わなかった。
後に508JFW司令。
ミカ・アホネン
原隊：スオムス空軍 / 階級：大尉 / 使用機材：Bf109E
スオムス空軍飛行第28戦隊第1中隊の隊長。金髪縦ロールのおでこちゃんというお嬢様スタイルの士官。性格は高慢で高飛車。義勇独立飛行中隊を「いらん子中隊」と初めに呼んだのも彼女である。おまけに真性のレズで、自分の隊の娘達もレズであり、娘達を「いもうと」と呼び、自分のことは「お姉さま」と呼ばせている。ハルカにも目を付け、自分の隊に引き込んだ事があり、体を積極的に触っていた。しかし、戦闘技術は本物で、編隊で行動する際も撃墜数よりも味方の損害を最小限におさえるように気配りしながら指揮するなど隊長としても優秀であり、祖国の行く末を案じる気持ちは真剣である。当初は「アホネン」という馬鹿な名字で智子とハルカの爆笑を買い、智子にビンタする等、仲が悪かったが、良い物は良いと素直に認めることが出来る一面もあり、「いらん子中隊」の事を次第に認めるようになっていく。
ハンナ・ウルリーケ・ルーデル （Hanna-Ulrika Rudel）
声 - 上田瞳
誕生日：7月2日 / 年齢：19歳（1939年） / 身長：171cm / 原隊：カールスラント空軍第2急降下爆撃航空団第104飛行中隊 / 階級：大尉 / 使用機材：Ju87-b、フラックウルフ Fw190D-9（1940年?） / 使用武器：37mm機関銃 / 使い魔：狼
カールスラントの急降下爆撃隊のエースであり、エーリカ・ハイデマリー・マルセイユと並ぶ「カールスラント四強」の一角。鼻の上に傷跡がある。度重なる撃墜と戦傷を経験しながらも地上への精密爆撃でネウロイを相手に前人未到の戦果を挙げ、後には「世界最強の地上攻撃女王」「急降下大佐」と通称されるようになる。
『スオムスいらん子中隊』では、昼間の制空権の失われた欧州戦線では鈍足な爆撃機は逆にネウロイ戦闘機隊の餌食になってしまうため、スラッセン陥落後、スオムスに派遣されることとなった。最初、智子に対して挑発的態度を取るが、それは彼女の指揮官としての技量を推し量るためであった。ビューリングとはオストマルク戦線以来の旧知の仲でもある。スラッセン奪回後はスオムスで編み出した戦術を他部隊に教導するため、再びカールスラントへと戻った。
アーデルハイド
所属：カールスラント空軍第二急降下爆撃航空団第十飛行中隊 / 階級：少尉 / 使用機材：Ju87シュツーカ
ルーデルの副官であり、氷のバラのような美貌を持つ。その容貌にふさわしく、感情を見せずに淡々と任務をこなす。
アウロラ・E・ユーティライネン
『スオムスいらん子中隊ReBOOT!』に登場。詳細は『オーロラの魔女』に記述。
エイニ・アンティア・ルーッカネン
『スオムスいらん子中隊ReBOOT!』に登場。詳細は『オーロラの魔女』に記述。
ラウラ・ニッシネン
『スオムスいらん子中隊ReBOOT!』に登場。詳細は『オーロラの魔女』に記述。

### その他の人物（「スオムスいらん子中隊」系統）
ヨンナ・ハッキネン
声 - 北原沙弥香
所属：スオムス空軍カウハバ基地司令部（『スオムスいらん子中隊』）、同第28戦隊指揮官（『いらん子中隊ReBOOT!』） / 階級：大尉→少佐（『スオムスいらん子中隊』第2巻以降）
『スオムスいらん子中隊』シリーズでは智子たち「いらん子中隊」が所属するカウハバ基地の管制士官、『いらん子中隊ReBOOT!』では元ウィッチで第28戦隊指揮官、「いらん子中隊」の実質的な上官。眼鏡をかけた理知的な女性。スラッセン陥落時に司令部要員が負傷したため基地司令官となる。白い肌に常に失わないその冷静さと、声に潜む冷たさから「雪女」とあだ名される（『いらん子中隊ReBOOT!』ではあだ名を「雪女（ルミネン・ナイネン）」としてコールサインにしている）。
「レキシントン」艦長
キャサリンが所属していたレキシントンの艦長。同艦に配備されたウィッチ達をまるで孫娘のように猫かわいがりし、自らを「おじさま」と呼ばせるなどして、他の乗組員たちを呆れさせていた。一方で「壊し屋」のキャサリンの扱いは酷く、彼女が着艦事故を起こしそうになった際は本気で撃墜命令を出している。
糸河衛（いとかわ まもる）
扶桑皇国の航空機メーカー、中島（長島飛行脚）の技師。新型飛行脚、キ44二式戦闘脚「鍾馗」の開発と実戦テストのためにスオムスに軍属として派遣されてきた。中性的で、気障な風体の人物。旧式化したキ27での戦いに行き詰まった智子に鍾馗を与え、これまでの格闘戦中心の戦法を改めるように奨める。
『スオムスいらん子中隊』シリーズでは、単なるウィッチと技師の関係に留まらず、「一目惚れ」だと智子を口説き始める。やがて智子と相思相愛になるも、ある理由によりあっけなく破局し、帰国した。
マンネルハイム / クラウス・マンネルヘイム
声 - 廣田行生
スオムス軍総司令官。ウィッチがネウロイに立ち向かえる事ができる唯一の手段と分かりつつも、年端もいかない少女達を戦地に赴かせる事を申し訳ないと思っている。スラッセン大攻勢計画当日には参加する全てのウィッチ達の前に立ち、感謝と激励の訓示を行った。
アニメ『ブレイブウィッチーズ』にも登場し、マンシュタインとともにフレイヤー作戦の指揮を執る。

## 「アフリカの魔女」系統
コミック『ストライクウィッチーズ アフリカの魔女』『ストライクウィッチーズ アンドラの魔女』、小説『ストライクウィッチーズ アフリカの魔女 ケイズ・リポート』の登場人物。

### 統合戦闘飛行隊「アフリカ」
のちの第31統合戦闘飛行隊（31JFS)「ストームウィッチーズ」。
ハンナ・ユスティーナ・マルセイユ（Hanna-Justina Marseille）
声 - 伊藤静
誕生日：12月13日 / 年齢：17歳（『ストライクウィッチーズ2』） / 身長：172cm / 原隊：カールスラント空軍第27戦闘航空団第3中隊 / 階級：少尉（1939年）→中尉（1942年）→大尉（『ストライクウィッチーズ2』） / 固有魔法：偏差射撃 / 使用機材：Bf109E-4→Bf109F-4Trop→Bf109G-2/Trop（『ストライクウィッチーズ2』） / 使用武器：MG34 / 使い魔：鷲
フルネームはハンナ・ユスティーナ・ヴァーリア・ロザリンド・ジークリンデ・マルセイユ。通称「アフリカの星」、「砂漠の鷲」、「黄の14（ゲルベフィアツェーン）」。
「アフリカ」戦闘隊長。持ち前の明るさと美貌、そして輝かしい戦果でアフリカ戦線を支えるウルトラエースであり、エーリカ・ハイデマリー・ルーデルと並ぶ「カールスラント四強」の一角。
ウィッチになって間もなくの頃は、気ままで型破りな言動や、編隊による共同戦法を無視した単機突撃など、素行不良な一面が目立っていた（この頃の上官がバルクホルンであり、彼女との不仲はこれらが原因）。しかしアフリカに移ってからは驚異的な能力を発揮し、超然とした落ち着きを身につけるようになった。
エーリカ、バルクホルンとはカールスラント時代の元同僚で、特にエーリカに対してはどちらがより優れたウィッチかライバル視している（エーリカからは頓着されていない）。エディタ・ノイマン大佐は昔所属していた部隊の直属の上官だった為、唯一頭が上がらない人物。
まるで「敵が勝手に射線に飛び込んでいく」かのように見えるという超人的な偏差射撃技術を駆使して最小限の弾薬消費で敵機を撃墜、その実力は人類最高とまで評される。好きなものは牛乳と酒。『ケイズ・リポート』によれば、圭子が自分より階級が上ということを知り、以前からあった統合戦闘航空団創設の構想にかこつけ、圭子を隊長に祭り上げているのは、圭子から言わせれば面倒な書類仕事から逃れるためと書かれている。
1942年10月の戦闘で、受領したばかりの新型ユニットを駆っての戦闘の途中、機体が重大なトラブルに見舞われたが、仲間のウィッチと使い魔に助けられて彼女は命拾いした。その後も新たな使い魔を得て戦いを続け、1944年現在もアフリカ防衛の要となる存在である。現在使用しているG型よりも過去のF型を、今でも気に入っている模様。
『ストライクウィッチーズ2』ではネウロイに制圧されたマルタ島の奪回作戦に参加するため501JFWを訪れる。エーリカとの勝負の決着をつけようとしたが、結局決着はつかず引き分けという形で終わった。
『ストライクウィッチーズ Operation Victory Arrow』Vol.2ではライーサと共に登場。シャーリー、ルッキーニ、ライーサと4人でネウロイと戦い、ルッキーニの思い出のデロス島を守った。
ライーサ・ペットゲン（Raisa PÖttgen）
声 - 楠見藍子
生年月日：9月16日 / 年齢：16歳→17歳（1945年末） / 身長：158cm / 原隊：カールスラント空軍第27戦闘航空団第3中隊 / 階級：少尉 / 使用機材：Bf109G-2/trop / 使用武器：MG34 / 使い魔：モズ
マルセイユの列機を務めるウィッチで、常にその背後と上空を守り続ける。子供っぽい見かけながら、家庭的で面倒見のいい性格。マルセイユの変則的機動についていきながら彼女の戦果を確認していくという至難の業をこなす技量を持ちながらも、決して前面に出ることはなく列機のポジションに徹している。マルセイユに対して崇拝に近いほどの思いを抱いており、彼女のサポート役を自認しつつも、プライベートでは一定の距離を置いている。なお、統合戦闘飛行隊「アフリカ」の部隊章はライーサのデザインによるもの。
『ストライクウィッチーズ2』では最終話エンディングでマルセイユと共に1カットのみ登場。
『ストライクウィッチーズ Operation Victory Arrow』Vol.2ではマルセイユと共に登場、デロス島のネウロイ攻略に参加した。
マティルダ（MATILDA)
身長：176cm / 使用機材：III号地上突撃装甲歩兵 / 使用武器：3.7cm KwK36、槍、スリング
トランスヴァール出身のマルセイユの個人的な従卒で年齢・本名は不詳（マティルダという名前も通称）。マルセイユ個人所有のバーと住居を兼ねたテントの管理と身辺警護を務める。
鷲の化身を探せ、という自らの信仰する神の神託に従い、マルセイユに仕えている。シールドや肉体強化といったウィッチの能力を持ち、陸戦ユニットを駆って戦闘に参加することもあるが、正式の軍人ではない。また、もともとの身体能力も非常に優れており、視力・聴力のそれは魔法によるものと誤解されるほどである。
一応、普通の火器も使えるが、槍やスリングを投擲しての攻撃の方が得意。実際に、小型ネウロイを難なく破壊するほどの威力を持ち、周囲の人間たちを驚かせている。
落ち着いた性格だが意外にジョーク好きの陽気な性質で、本人曰く高所恐怖症のため絶対に空は飛びたがらない。
加東圭子（かとう けいこ）
誕生日：10月31日 / 年齢：24歳（1945年） / 身長：164cm / 原隊：扶桑皇国陸軍飛行第1戦隊（1937年）→扶桑皇国陸軍飛行第11戦隊（1938年）→扶桑皇国陸軍アフリカ派遣独立飛行中隊隊長（1942年） / 階級：少尉（1937年）→大尉（1942年）→少佐（1944年） / 固有魔法：超視力 / 使用機材：ki27（1927年）→ ki61/ 使用武器：九七式自動砲、九八式機関銃甲型、一式連装機関銃、他多数 / 使い魔：キタキツネ
通称「扶桑海の電光」。統合戦闘飛行隊「アフリカ」の指揮官。アフリカ着任当時すでに一度ウィッチを引退していたが、成り行きから復帰しこの隊の指揮を任されることになってしまった。魔法力の減衰でシールドはほとんど機能せず、かろうじて飛べる程度の魔法力しかないため、直接戦闘には参加しないが、上空での戦闘指揮、および愛用のカメラ、ライカIIを用いて戦闘記録の撮影および偵察撮影などを行う。記者時代に養った洞察力と的確な判断力で隊をまとめあげている。
扶桑海事変ではトップエースとして活躍し、武子・智子と共に「扶桑海の三羽烏」と呼ばれていたが、「扶桑海の閃光」主演には智子が選ばれた。これは、近接格闘が得意な智子に対し、圭子が中距離からの見越し射撃を得意としたため映像化に不向きとされた事、事変の戦勝記念式典における曲技飛行で墜落するという失態を犯してしまった事などによる。この事故の負傷で長期の療養を余儀なくされ、その間に20歳を迎えてしまった。一旦退役した際の最終階級は中尉。
その後は従軍カメラマンに転身したが、アフリカでのマルセイユとの出会いに刺激をうけ再び空を飛ぶことを決意。本土での教官任務に付くべく現役復帰願いを出したところ、体よくアフリカ派遣独立飛行中隊（通称：砂隊）指揮官の任を押し付けられる（大尉に昇進）。さらに中隊長としての書類仕事を嫌ったマルセイユが圭子の指揮下に収まり、統合戦闘飛行隊「アフリカ」が成立することとなる。
稲垣真美（いながき まみ）
誕生日：2月14日 / 年齢：16歳（1945年） / 身長：137.5cm / 原隊：扶桑皇国陸軍アフリカ派遣独立飛行中隊 / 階級：軍曹（1942年）→曹長（1945年） / 固有魔法：怪力 / 使用機材：キ61戦闘脚 / 使用武器：ボヨールド40mm砲 / 使い魔：扶桑猫
子爵家の出身で、母方が森蘭丸と縁のある一族。宣伝映画「扶桑海の閃光」を観てウィッチに憧れて陸軍に入隊、アフリカ派遣独立飛行中隊に志願配属された。
固有魔法の怪力により、クレーンが必要なコンテナや姿が見えなくなるほど大きな木箱を一人で軽々と運んだり、非常に重い40ミリ砲を軽々と扱っている。部隊の炊事も担当して好評を得ており、ロンメル将軍も真美のつくる食事が目当てでときどき基地にやってくるほどである。

### 統合戦闘飛行隊「アフリカ」構成員以外のウィッチ
エディタ・ノイマン（Edytha Neumann）
声 - たかはし智秋
誕生日：6月5日 / 年齢：20歳（1945年末） / 身長：167cm / 原隊：カールスラント空軍第27戦闘航空団（司令） / 階級：少佐（1942年・『ケイズ・リポート』）→大佐（1945年・『ストライクウィッチーズ Operation Victory Arrow』） / 使用機材 / Bf109F-2/Trop、Bf109G-2/Trop / 使用武器：MG34、MG42、他 / 使い魔：リピッツァナー
メガネに長髪の大人びた少女。マルセイユがJG27第1飛行隊に配属された当時の飛行隊長。マルセイユに対して好感は抱かなかったものの一流のウィッチに育て上げた人物で、マルセイユも彼女を目の前にすると珍しく緊張を解くことがない。
『ケイズ・リポート』にて登場。この時はJG27の司令に就任しており、圭子にマルタ輸送作戦の実施にともなって手薄になるアフリカ本土の防衛を要請した。また、自らシュレーアと共に出撃し、ネウロイの襲撃に懸命に耐える輸送船団を護衛、作戦の成功に貢献した。
『ストライクウィッチーズ Operation Victory Arrow』Vol.2ではカールスラント空軍の北アフリカウィッチ隊総司令として登場し、デロス島のネウロイ撃破にあたるシャーリーたちを指揮する。
ヴェンデリーン・シュレーア
所属：カールスラント空軍第27戦闘航空団 / 階級：中尉
北アフリカ戦線でマルセイユに次ぐ撃墜数を挙げたエース。銀髪にブラウンの瞳の少女。
出撃回数の割に多くの大型を含むネウロイを撃墜し、大物食いとして知られる。口数は多くないが、後に504JFWに属することになるアンジーとコンビを組み、厳格で生真面目な彼女とは良好な関係を築くことになる。
『ケイズ・リポート』にて登場し、ノイマンと共に、マルタへの決死の輸送作戦を展開する艦隊を救出した。
フェデリカ・N・ドッリオ
『ケイズ・リポート』に登場。紅の魔女たちに記載。
パトリシア・シェイド
『ケイズ・リポート』に登場。紅の魔女たちに記載。
エリザベス・F・ビューリング
『ケイズ・リポート』に登場。「いらん子中隊」系統に記載。
ナタリア・F・デューク
所属：ブリタニア空軍
フェデリカのマルタ島戦線での部下。
エンリーカ・タラントラ
所属：ロマーニャ空軍第51航空団第151航空群第151飛行隊 / 階級：准尉 / 使用機材：ファロット G55
フェデリカのマルタ島戦線での部下。愛機のG55には、「Dai Banana!（それいけ、バナナ!）」というパーソナルマークが描かれている。これは、彼女の実家が八百屋であることに因んでいる。同時期に戦線にいた504JFWのパティとも親交があり、フェデリカが負傷して落ち込んでいた時に慰めてもらい、一緒にフェデリカの見舞いに出たこともある。
ジョーゼット・ルマール
『ケイズ・リポート3』に登場。「ブレイブウィッチーズ」系統に記載。
セシリア・E・ハリス
原隊：リベリオン海軍第19戦闘飛行隊（1943年頃?） / 階級：中尉 / 使用機材：グラマーF4Fワイルドキャット→ グラマーF6Fヘルキャット? / 使い魔：ドメスティックショートヘア
フレデリカ・ポルシェ（Frederica Porsche）
所属：カールスラント陸軍 / 階級：軍曹（スツーカの魔女）→技術少佐（「砂漠の虎」） / 使用機材：Ju87B→Ju87D→Bf109F-4/trop  / 使用武器：MG34
新型陸戦ストライカー「ティーガー」の運用試験を担当している。顔に大きな傷がある。
元は地上打撃魔女（ストゥーカウィッチ）として13歳から活躍し、現在は「あがり」を迎えてミハイルとともにシャーロットと「ティーガー」の世話をしている。
17歳の時にミハイルと出会い、彼から愛の言葉を聞き彼に恋をする。かつては、戦う恐さに怯えていたが、ミハイルから全身全霊をかけて「お前は俺の魔女」だと言われ、それから戦えない彼に代わりどこまでも戦うことを決める。
「あがり」を迎えておりシールドは張れないが、両手に二丁のMG34を持ち戦う等戦闘能力は衰えていない。
シャーロット
年齢：14歳（1942年） /  所属：カールスラント陸軍 / 階級：軍曹 / 使用機材：試作重戦車ユニット6号「ティーガー」、マークIV ExSPECIAL / 使用武器：8.8cm KwK 36 L/56
新型陸戦ストライカー「ティーガー」の陸上装甲歩兵。
ウィッチとしての適性があったため「ティーガー」の魔女としてアフリカに派遣されるが、何の為に恐い思いをして戦うか理由が解らず、死ぬことに非常に怯えていた。だが、ネウロイが大軍で攻めて来た際、フレデリカの身を呈してまで戦う理由とミハイルの彼女に対する想いを知り、戦うことを決意し「ティーガー」を動かし基地へ攻めて来たネウロイを迎撃する。
当初は無愛想な態度をとっていたが、ミハイルとの一件で本来の明るい活発な性格に戻る。
セシリア・グリンダ・マイルズ（Cecilia Glinda Miles）
所属：ブリタニア王国陸軍第4戦車旅団C中隊隊長 / 階級：少佐 / 使用機材：マチルダII / 使用武器：52口径2ポンド砲 / 使い魔：不明
ブリタニアより派遣され、11名の部下を率いてアフリカの大地で奮戦する陸上装甲歩兵。ネウロイの大攻勢でハルファヤ峠に孤立した連合軍を救うべく戦場に駆けつけ、大型陸戦タイプのネウロイも含め数多くの敵を撃破した。これと、上空でのマルセイユの活躍もあって、しばらくの間ネウロイの勢力を大きく後退させることになった。
なお、グリンダというミドルネームが自分に似合わないというコンプレックスを持っており、自分では名乗らない（そのため部下たちですらミドルネームを知らなかった）。
イリス・モンフォート
ガリアとヒスパニアの間にある小国アンドラ出身の魔女。『アンドラの魔女』に登場。主に剣と盾を使用する。
裕福な家庭で育ち、幼少期に親友のマリアとかわき谷で遊んでいた時に発現し、バルセロナの魔女学校へ入学する。しかし、あまり賢くなくウィッチの馬鹿力だけはあったため、田舎者と馬鹿にされ孤独でみじめな日々を送っていた。
ネウロイの侵攻によるガリアの避難民がアンドラまで殺到したため、避難民とアンドラを守るためアンドラへ帰郷。 以後もマリアとともに「アンドラの魔女」としてアンドラを守り続けている。

### その他の人物（「アフリカの魔女」系統）
氷野保（ひの たもつ）
所属：扶桑皇国陸軍 / 階級：整備曹長
ケイズリポートに登場。
扶桑皇国陸軍アフリカ派遣独立中隊（砂隊）の先任下士官としてアフリカに送られ、圭子への現役復帰命令書を手渡し、圭子の麾下に入る。なかなか有能で、同行した将校たちが部隊運営費である軍資金の金塊を持ち逃げしようとしたので、機転を利かせて同じサイズの別なタライや給水パイプが入った木箱と番号を書き換えて軍資金を護った。整備兵としてもかなり優秀で、圭子も彼には逆らえない。
金子（かねこ）
所属：扶桑皇国陸軍 / 階級：主計中尉
アフリカ派遣独立中隊付き主計士官。通称「ハナG」（彼はすぐに鼻血を出すため）。
アフリカに来る前は、参謀本部に勤務していた。本部では階級にかかわらず半年はお茶くみのため、お茶くみが上手。
見かけは凡庸だが、溜まった書類を片づけたり、扶桑から物資を滞りなく手配したり、他国部隊との折衝も軽くこなしたりと、有能であるため圭子に頼りにされている。他のウィッチ達からのウケは良い。
軍服の収集が趣味の一般人の親友がおり、その友人に軍服を送っている。返事として、友人からはその軍服を着た写真を送ってもらっている。このやりとりが、婦女子達によく同性愛者と誤解される。
ロンメル / エルンスト・ロンメル（ERNST JOACHIM EUGEN ROMMEL）
声 - てらそままさき
誕生日：11月15日 / 年齢：48歳（1945年末） / 身長：182cm / 所属：カールスラントアフリカ軍団総司令 / 階級：陸軍元帥
フルネームはエルンスト・ヨアヒム・オイゲン・ロンメル。北アフリカに展開する、カールスラント軍アフリカ軍団の最高司令官。モントゴメリーとパットン同様にアフリカの人類連合軍を指揮する三将軍の一人として登場している。
マルタ島の陥落を圭子に伝えるためにストームウィッチーズの基地を訪れた。小説『ケイズ・リポート』にも登場し、真美のつくる料理目当てによくやってくる。
モントゴメリーとパットンとは、会議中でも戦闘中でもすぐにケンカを始める位仲が良くない。
『ストライクウィッチーズ Operation Victory Arrow』Vol.2ではデロス島を占拠したネウロイ殲滅作戦の総司令官として登場。
バーナード・モントゴメリー / バーンハード・モントゴメリー
声 - 中田譲治
所属：ブリタニア陸軍 / 階級：元帥
人類連合軍の将軍の一人。アフリカ方面を指揮する三将軍の一人。激しやすい性格で知られるが、作戦においては綿密に準備を行い、15:1以上の圧倒的戦力で敵を叩きのめす主義である。
『ストライクウィッチーズ2』ではケッセルリンク・小沢と共にミーナと美緒に「オペレーション・マルス」の実施を指示した。『ストライクウィッチーズ劇場版』ではアイゼンハワー、ルントシュテットとともに連合軍総司令部に顔を並べている。
ジョージ・S・パットン / ジェラルド・S・パットン
声 - 玄田哲章
所属：リベリオン合衆国陸軍 / 階級：中将→大将（『ストライクウィッチーズ ROAD to BERLIN』）
リベリオンアフリカ派遣軍第二軍団の軍団長を務める将軍。アフリカ方面を指揮する三将軍の一人。 ネウロイ戦争を「人類の戦い」として見据え、その勝利の形をウィッチたちの姿に見出す。
直属の陸戦ウィッチ隊「パットンガールズ」を保有する。シャーロットと「ティーガー」を気に入っており、「ファンクラブ第1号」と自称している。
『ストライクウィッチーズ ROAD to BERLIN』では統合軍西方軍集団最高司令官で階級は大将。ネウロイの攻撃で補給拠点アントウェルペンに打撃を受けたことによる作戦の延期に激高するも、ブラッドレーに窘められる。その後、501基地にブレッドレー・美緒とともに訪れてアントウェルペンからキールに拠点変更を提案。キール奪還後、すぐさま戦車隊を率いてネウロイの巣「ウォルフ」へ向かおうとしたが、ネウロイの爆撃により負傷して後退する。「オペレーション・サウスウィンド」の発令にあたっては、ブラッドレーとともにB-17から陣頭指揮を執る。ヴィクトーリア作戦では、陸上巡洋艦ラーテに搭乗して直接指揮を執る。
ブラッドレー / オスカー・ニースン・ブラッドレー
声 - 楠見尚己
所属：リベリオン合衆国陸軍 / 階級：中将
パットンとともに北アフリカでスエズ河奪還を目指す。パットンの独断によるカールスラント陸軍救援を止めようとするが、相手にされなかった。
『ストライクウィッチーズ ROAD to BERLIN』では統合軍西方軍集団副司令官・中将としてパットンを補佐する。ヴィクトーリア作戦では前線指揮を執るパットンに代わり司令部で全体の指揮を執る。
サイフリート
所属：ブリタニア連邦海軍 / 階級：中将
『ケイズ・リポート』2巻に登場。
戦艦「ネルソン」を旗艦とするZ部隊司令官。マルタ島への補給部隊の護衛を命じられ、補給中をネウロイに襲われて艦隊に犠牲を出したため、本国司令部からの事前指示もあって、本国防衛のために艦隊を全滅させるわけにはいかず、苦渋の決断ながらバロー、ターナー、井川に後を託して引き上げる。
バロー
所属：ブリタニア連邦海軍 / 階級：少将
『ケイズ・リポート』2巻に登場。
軽巡洋艦「フラニ」を旗艦とするX部隊司令官。旗艦を大破させられて駆逐艦に将旗を移し、艦隊に犠牲を出しながらもマルタ島への補給部隊を護衛する。
井川（いがわ）
所属：扶桑皇国海軍 / 階級：中将
『ケイズ・リポート』2巻に登場。
重巡「鳥海」を旗艦とする扶桑海軍第八艦隊司令官。ターナーとともに志願し、マルタ島への補給部隊を護衛する。
ターナー
所属：リベリオン合衆国海軍 / 階級：少将
『ケイズ・リポート』2巻に登場。
重巡洋艦「シカゴ」を旗艦とするリベリオン海軍第62任務部隊司令官。井川とともに志願し、マルタ島への補給部隊を護衛する。
バッハ
所属：カールスラント陸軍 / 階級：少佐
ハルファヤ峠の守備部隊を率いる指揮官。予備士官であり、本職は教師である。そのため、部下からは「先生」と呼ばれている。
大攻勢を仕掛けてきたネウロイの前に苦戦を強いられるが、ウィッチたちの到着まで持ちこたえ、その後も彼女たちを援護しようとした。
ミハイル・シュミット
所属：カールスラント陸軍 / 階級：技術大尉
新型陸戦ストライカー「ティーガー」の運用試験を担当している。自虐的な性格。
かつてはカールスラント機甲師団所属の戦車兵として戦っていたが、フレデリカに恋をした。アフリカ戦線では、フレデリカとともにシャーロットと「ティーガー」の世話をしている。フレデリカとは二人きりの時は階級無しで名前で呼び合う仲である。
ジョージ・マロニー
ブリタニアの登山家。『アイガーの魔女』に登場。
三度もエベレスト遠征に参加し、「人類で最も高みに登った男」と謳われている。トレヴァー・マロニーは実弟。
人類未踏の山・アイガー北壁にマーカーを設置するため、エドワード・ヒラリーを相棒に登頂を目指し、見事マーカーを設置しアイガー北壁を征服する。
後にヒラリーが、エベレストを人類初登頂を果たした時は、アタック隊後方支援を自らが担当した。
マリア
アンドラに住む羊飼いの少女。イリスの親友。『アンドラの魔女』に登場。
イリスと違いウィッチとして発現していない。イリスがバルセロナへ行った後、家の仕事を手伝い羊飼いになる。
イリスの役にたつため、独学でストライカーユニットについて学んだためストライカーユニットを整備することができる。
ネウロイの侵攻に備えてあらゆる迎撃準備ができている等、参謀的な役目を担っている。
エドワード・ヒラリー
登山家の若者。『アイガーの魔女』に登場。愛称で「エド」。
エベレストを登頂することを夢に持っている。ウィッチの妹がいる。
ジョージ・マロニーの相棒として人類未踏の山・アイガー北壁にマーカーを設置するために登頂を目指す。途中、雪崩で左腕を骨折、落下は免れたがマーカー設置をジョージに託し、自ら命綱を切る。だが、妹がひそかに護衛に回していたウィッチによって命を取り留める。
その後、ジョージの後を継いでエベレストを登り、1953年5月9日、シェルパのテンジンとともに人類初のエベレスト登頂を果たす。その時、そのアタック隊後方支援はジョージ自らが担当した。

## 蒼空の乙女たち
諏訪天姫（すわ あまき）
声 - 花澤香菜
誕生日：4月30日 / 年齢：17歳（1944年）、18歳（1945年） / 身長：160cm / 原隊：扶桑皇国陸軍航空審査部付属福生学校→扶桑皇国陸軍第47独立飛行中隊 / 階級：少尉（『ストライクウィッチーズ2』） / 使用機材：キ61-II改 / 使用武器：ホ103 12.7mm機関砲 / 使い魔：キツネ
扶桑皇国陸軍航空審査部付属福生学校に所属する飛行学生。『蒼空の乙女たち』では新型戦闘脚「飛燕」の装着候補生だが、機体が未完成なのと本人の能力がまだ開花していないために、飛行には至っていない。性格は真っ直ぐでひたむき、しかし天然でドジなメガネっ子である。扶桑と欧州の間の連絡役としてたびたび行き来しており、実戦経験はまだ少ない。『天空の乙女たち』では「最前線で戦っている」と説明されている。
TVアニメ『ストライクウィッチーズ』最終話（および『ストライクウィッチーズ2』第1話）では芳佳の診療所に宮藤博士の手紙を届ける。『ストライクウィッチーズ2』では504JFWの一員としても登場する。
『紅の魔女たち』では中盤より504JFWに配属されるが、ストライカーユニットの試験結果報告のため扶桑に一時帰国しトラヤヌス作戦には不参加。欧州派遣される戦艦大和に同乗して帰任し、直後のオペレーション・マルスでは錦とともに基地防衛にあたる。
中島錦（なかじま にしき）
声 - 三瓶由布子
誕生日：12月20日 / 年齢：17歳（1944年）、18歳（1945年） / 身長：155cm / 原隊：扶桑皇国陸軍航空審査部付属福生学校→扶桑皇国陸軍第47独立飛行中隊 / 階級：少尉 / 使用機材：キ44-II二式戦闘脚II型「鍾馗」 / 使用武器：ホ301、ホ103 12.7mm機関砲 / 使い魔：トラネコ
既に実戦経験を持つウィッチだが、機種転換教育のために天姫と同じ福生学校で訓練をつむことになる。新型戦闘脚「鍾馗II型」の開発に携わり、天姫の姉貴分として面倒を見ることになる。
一人称が「俺」の男勝りで、口が悪いが根はさっぱりとして単純、直情径行な姉御タイプで意外にもきれい好き。扶桑のウィッチとしては珍しく一撃離脱戦法を得意とし、大威力のロケット砲であるホ301を使いこなす。
『天空の乙女たち』では天姫同様「最前線で戦っている」と説明されており、『ストライクウィッチーズ2』では504JFWの一員として登場する。
『紅の魔女たち』では中盤より504JFWに配属される。一時帰国する天姫の見送りのためトラヤヌス作戦には参加しなかったが、攻撃を受ける504JFW基地に取って返し、パティたちの窮地を救う。オペレーション・マルスでは天姫とともに基地防衛にあたる。

## 天空の乙女たち
同作はアニメ以降の展開に対してパラレルワールド的な描写が強く、展開・設定が大きく異なることがある。
宮藤芳佳
『天空の乙女たち』主人公。詳細は「ストライクウィッチーズ」系統に記述。
竹井醇子（たけい じゅんこ）
声 - 浅野真澄
誕生日：2月13日 / 年齢：19歳（1944年） / 身長：165cm / 原隊：扶桑皇国海軍遣欧艦隊第24航空戦隊288航空隊 / 階級：少尉→大尉（『天空の乙女たち』）、大尉（『ストライクウィッチーズ2』） / 固有魔法：鼓舞 / 使用機材：零式艦上戦闘脚二一型、同二二型甲 →紫電二一型 / 使用武器：九九式二号二型改13mm機関銃 / 使い魔：白犬
通称「リバウの貴婦人」。海軍高級将校の子女で美緒と共に扶桑海事変や欧州での大戦初期を戦い抜いたエースであり、義子と合わせて「リバウの三羽烏」と呼ばれていた。しっかり者で、実年齢よりも大人びた頼りになるお姉さんタイプ。美緒とは初陣以来の長きにわたる戦友であり、下の名で呼び合うほどの親密な仲である。
『天空の乙女たち』では新人教育のため横須賀基地に赴任しており、ある事件によって基地にやってきた芳佳と出会い、そのウィッチとしての才能をいち早く見抜く。芳佳の501JFW配属後、504JFWに配属され、ロマーニャへの派遣が決まるが、五色達の密航によって、ブリタニアまで来ることになってしまう。
ニンテンドーDS版ゲームソフト『蒼空の電撃戦 新隊長 奮闘する!』の主人公で、Xbox 360版「白銀の翼」では隠しキャラクターとして登場。
『ストライクウィッチーズ2』では504JFWの戦闘隊長として登場、第1話冒頭で人型ネウロイとの接触実験「トラヤヌス作戦」を実行するが、新たなネウロイ勢力の出現により失敗する。
『ストライクウィッチーズ零 1937扶桑海事変』で描かれた扶桑海事変当時の姿では、美緒たちに差をつけられた事への負い目故に自身のウィッチとしての才能に疑問を持ち、臆病な側面が多く見られた。その後は加藤武子との出会いもあり、自分に自信をつけエースへ成長。『ストライクウィッチーズ零 1939皇国の魔女』では海軍兵学校に入学する。
『ストライクウィッチーズ 紅の魔女たち』では504JFWの結成にあたって戦闘隊長に就任し、隊内のまとめ上げや作戦指揮に奔走する。
諏訪五色（すわ ごしき）
誕生日：2月1日 / 年齢：14歳 / 所属：扶桑皇国陸軍福生航空審査部付属福生学校 / 階級：軍曹 / 使用機材：キ100五式戦闘脚 / 使い魔：キツネ
芳佳が編入された横須賀基地のウィッチーズ養成学校の飛行学生。諏訪真寿々、天姫の妹であるが、直接の血のつながりはない。醇子に憧れの心を持ち、航空歩兵となってネウロイと戦うことに強い意志を抱いている。最初は芳佳に対して嫉妬を感じるが、彼女の純粋さと「自分の力で目の前の人々を助けられるようになりたい」という願いにシンパシーを覚えて以後はそのわだかまりも無くなった。芳佳曰く「キレイな子」。天然ボケの姉と違ってかなりしっかりしている。兼定とは良い喧嘩相手でもある。
芳佳の501JFW配属後、正式にウィッチとなり、醇子達と共に504JFWに配属が決まるが、芳佳に会いたいがために、ブリタニアへ密航してしまう。
中島疾風（なかじま はやて）
誕生日：3月21日 / 年齢：14歳 / 所属：扶桑皇国陸軍福生航空審査部付属福生学校 / 階級：軍曹 / 使用機材：キ84四式戦闘脚「疾風」 / 使い魔：ネコ
五色と同じく芳佳の養成学校でのクラスメイトである飛行学生。錦の妹。高い潜在能力を秘めるといわれ、周囲からは天才と噂されている。基本的に無口で普段からボケっとしたような表情をしている。初対面の芳佳をいきなり呼び捨てしたりちょっと言動がヘンテコな娘。この疾風がボケて五色がツっこむドツキ漫才的場面が多い。「その子そういう子だから」とは五色の言。
芳佳の501JFW配属後、五色と同様、504JFWに配属が決まるが、五色と共にブリタニアへ密航してしまう。
九字兼定（くじ かねさだ）
芳佳の使い魔。
ネウロイを封印するために建てられていた社の守り刀の化身である。芳佳の魔法力の強さに惹かれて封印を破って姿を現し、父親の訃報を知った芳佳が9歳（小説版によれば10歳だが、ファンブックでは9歳）のときに社で1人泣いていたのを強引に使い魔として契約してしまった。外見は少々目つきが悪いだけの可愛らしい豆柴の子犬。本性はムッツリなスケベオヤジであり、五色によると「すごいシブイ声」でしゃべる。だが芳佳の前ではその本性を見せずにかわい子ぶっている。芳佳に対してはその純朴さにほれ込んでおり、五色たちには「芳佳は俺のものだ」と公言するほどである。芳佳の501JFW配属後はリーネたち他の隊員にセクハラを繰り返している。芳佳が「オッパイ星人」となったのは、この九字兼定が表に現れてきてのことであるとスタッフも語っている。
朋子（ともこ）
横須賀基地のウィッチーズ候補生の一人。訓練飛行中にストライカーのトラブルで、農作業をしていた芳佳の目の前に墜落、負傷した。芳佳によって診療所に運び込まれ、結果的に芳佳がウィッチーズに触れるきっかけを作った。

## ストライクウィッチーズ零
坂本美緒
『ストライクウィッチーズ零』主人公。詳細は「ストライクウィッチーズ」系統に記述。
北郷章香（きたごう ふみか）
声 - 藤田咲
誕生日：7月1日 / 年齢：19歳（1937年）、26歳（1944年） / 身長：168cm / 原隊：扶桑皇国海軍舞鶴航空隊→扶桑皇国海軍第12航空飛行隊 / 階級：少佐→中佐 / 使用機材：96式艦上戦闘脚 / 使用武器：九九式機関銃、扶桑刀
まだ幼い坂本美緒の師とも呼べる存在。講道館剣術の免許皆伝であり、師範代として舞鶴海軍付属小学校のウィッチ候補生たちに稽古をつけている。 豪快な人柄にして一流の戦闘能力を持つだけでなく、新しい航空戦術や空戦技術の考案にも長け、駐ブリタニア武官を務めたことがあるなど頭脳も明晰で、「軍神」と呼ばれ畏敬されている。その戦闘の力は穴拭智子、加藤武子、黒江綾香など、当時既に剣技を得意としている若手らが「束になっても敵わない」と江藤敏子に言わしめるほど。
扶桑海事変の勃発時に舞鶴航空隊の指揮官としてネウロイを迎撃し、さらに美緒たち第12飛行隊を率いて大陸ウラル方面へ進出する。事変の最終局面では、ウィッチを危険に晒す戦艦部隊出動の阻止を敏子とともに試みて戦艦の砲撃を受け、海上に放り出されるが一命を取りとめる。事変後は中佐に昇進し、前線を退く。
『ブレイブウィッチーズ』（舞台は1944年9月）では既に現役を引退し、佐世保航空予備学校の校長を務めている。
若本徹子（わかもと てつこ）
声 - 相川奈都姫
誕生日：6月14日 / 年齢：12歳（1937年）→19歳（1944年） / 身長：162cm / 原隊：扶桑皇国海軍第12航空隊北郷部隊（1937年）→遣欧艦隊機動部隊（1944年） / 階級：一飛曹（1937年）→ 中尉（1944年） / 固有魔法：覚醒 / 使用機材：96式艦上戦闘脚、零式艦上戦闘脚二一型、紫電四一型 / 使用武器：九九式一号二型20mm、扶桑刀 / 使い魔：フソウオオカミ
美緒と共に舞鶴で章香に師事する少女。剣の腕では同等といえる美緒を強くライバル視している。
舞鶴にいたころから既に海軍でウィッチとしての訓練を受けており、魔法力を持ちながらウィッチの道に進むことを躊躇する美緒を歯がゆく思っていた。固有魔法「覚醒」は魔法力を激しい消費と引き換えに増幅するもので、使用時には使い魔と一体化するかのように髪が通常の短髪から大きく伸びる。
扶桑海事変では未熟ながら舞鶴での緒戦から出撃し、章香のもとで大陸方面に出征。終結後は機動部隊に所属して欧州の激戦地に派遣され、その戦いぶりで大いに活躍するとともに、冷静な観察眼を養い成長した。当時のストライカーユニットには桜の花をあしらった撃墜マークが多数描かれたことから、「ロサ・バイン（ピンクの脚）」と通称された。
竹井醇子
美緒の学友。詳細は『天空の乙女たち』に記述。
江藤敏子（えとう としこ）
誕生日：12月5日 / 年齢：25歳（1944年） / 身長：162cm / 原隊：扶桑皇国陸軍飛行第1戦隊戦隊長（1937年） / 階級：中佐（1937年） / 固有魔法：シールド操作 / 使用機材：97式飛行脚・甲、F2Aバッファロー（自家用） / 使用武器：96式軽機関銃、扶桑刀ほか / 使い魔：灰色猫
ウラルの前線基地において、智子、武子、圭子、綾香ら、後に頭角を現す若き日の4人を配下に置く陸軍飛行第一戦隊の戦隊長。
「操縦の神様」と称された優れたウィッチであり、明朗でざっくばらんな性格の指揮官だが怒ると怖いとの評判。海軍の章香とは知己で、事変の最終局面では、章香に協力して戦艦部隊の阻止に動いた。このときの負傷から、惜しまれつつも軍を退役し、加藤武子から教わった珈琲を武器に喫茶店を開業した。いっぽうで陸軍で放置されていたF2Aを自家用とし、飛び続けてもいる。
穴拭智子
陸軍のエース。詳細は「スオムスいらん子中隊」系統に記述。
加藤武子（かとう たけこ）
誕生日：9月28日 / 年齢：22際（1944年） /身長：164cm / 原隊：扶桑皇国陸軍飛行第1戦隊（1937年） / 階級：少尉（『ストライクウィッチーズ零』）→中尉 / 固有魔法：三次元空間把握能力 / 使用機材：九七式戦闘脚、「隼」1型（キ43-I） / 使用武器：ホ103、12.7mm機関銃 / 使い魔：北海道犬
飛行第1戦隊に所属する智子の親友で、共に幾多の戦場を駆け抜けたエース。圭子と合わせて「扶桑海の三羽烏」と呼ばれていた。扶桑刀による居合い技でネウロイを撃墜する名ウィッチであるとともに、沈着で部下想い、常に大局を見据えた判断をする理想的な指揮官で、個人での撃墜数よりも部隊全体の戦果を重んじる。
『ストライクウィッチーズ零』では、日に日に悪化する扶桑海事変の戦況を打開する手段を模索し、少尉の身で大本営会議に作戦案を提出する。高官らに一笑に付されて相手にされなかったが、事態の悪化が急報されたことで、出席していた「殿下」から作戦案の承認を受け、少尉の身ながらその名代としてウィッチの指揮権を委ねられることとなる。
事変終結後は明野飛行学校実験中隊に異動。「スオムスいらん子中隊」シリーズ冒頭に登場し、欧州派遣部隊の一員としてカールスラントへ派遣されることになるが、個人の技量に頼った戦いに拘る智子の身を深く案じ、独断専行の傾向や驕りを戒めるためにスオムス派遣を推薦した。
加東圭子
陸軍のウィッチ。詳細は「アフリカの魔女」系統に記述。
黒江綾香（くろえ あやか）
誕生日：2月17日 / 年齢：22歳（1944年） / 身長：170cm / 所属：扶桑皇国陸軍飛行第1戦隊（1937年）→扶桑皇国陸軍飛行第47戦隊→扶桑皇国陸軍航空審査部 / 階級：少尉（1937年）、少佐 / 固有魔法：特性把握 / 使用機材：95式戦闘脚、97式戦闘脚、キ43-II改（隼二型改）、P-51Cほか多数 / 使用武器：ホ103改 ほか多数 / 使い魔：薩摩犬
陸軍のエースで、テストパイロットとして新型ストライカーユニットの開発に携わっている。元々機械好きで、魔法力によりストライカーユニットの細かい性能を感覚ではなく数値として正確に表現できる。また、近接戦闘では扶桑皇国のウィッチの中でも十指に入る腕で、刀身の切っ先に魔法力を集中させ突きを与えることによりネウロイの装甲を貫通してコアを破壊する技、秘剣「雲耀」で大型ネウロイを倒したこともある。
扶桑海事変では穴拭智子や加藤武子らと共に戦った。その後、欧州戦線に派遣された際の戦い振りから「魔のクロエ」と恐れられる存在となる。20歳の時に一時退役したが半年後に再志願し、前線任務にはつかないとの条件で再び飛行実験部へと所属することになった。
おおらかで明朗快活、気配りもできる性格で、どの部隊でも部下に慕われていた。趣味は魚釣り。
アドルフィーネ・ガランド（Adolfine Galland）
誕生日：3月19日 / 年齢：20歳（1944年） / 身長：170cm / 所属：第88戦闘飛行隊隊長→カールスラント空軍ウィッチ隊総監 / 階級：大尉（『ストライクウィッチーズ零』）→少将 / 固有魔法：魔眼 / 使用機材：Bf109F-2スペシャル ほか、Me262 / 使用武器：MG42S ほか / 使い魔：猫
ヒスパニアでの怪異発生の際にカールスラントの義勇部隊「コンドル軍団」の一員として参戦したベテランで、100機を超える撃墜スコアを数える優秀なウィッチであるとともに極めて有能な指揮官でもあり、カールスラント皇帝フリードリヒ4世の信任も厚い。もとは地上攻撃を任務としていたが、1937年の扶桑海事変では観戦武官として派遣されたことをきっかけに戦闘部隊へ転向した。後に大佐に昇進してカールスラント空軍ウィッチ隊総監に就任。さらに少将に昇進し、501JFWのロマーニャでの再結成を支援する。また、噴流式ストライカーユニットの試作型の優秀性と「天使に後押しされている」如き高速性能に惚れ込み、自ら試験部隊第44戦闘団（JV44）を直属部隊として設立し実戦化を進めている。
『ストライクウィッチーズ零』では、扶桑海事変への派遣で坂本美緒と出会い、制御に苦労していた「魔眼」の使いこなし方を教える。

## 片翼の魔女たち
ウィルマ・ビショップ（Wilma Bishop）
誕生日：5月20日 / 年齢：21歳（1944年） / 身長：155cm / 原隊：王立ファラウェイランド空軍416飛行中隊 / 階級：軍曹 / 固有魔法：不明 / 使用機材：スピットファイアMk.II、Mk.IXC / 使用武器：12.7mmM2重機関銃、M1919A6/ 使い魔：スコティッシュフォールド
『片翼の魔女たち』主人公。リーネの姉で8人兄弟姉妹の長姉。控えめな妹とは対照的に、極めて行動的。堅苦しいブリタニア空軍を嫌い新大陸のファラウェイランド軍でウィッチとなり、その後部隊ごとブリタニア防衛の任に着く。防空・護衛任務が多かったため戦果に恵まれず、昇進しないまま1945年に退役を迎えた。
引退を控えてワイト島分遣隊に配属され、分遣隊の雰囲気を変えてゆくこととなる。
『キミとつながる空』ではガリア復興に尽力する妹リーネのために各国のウィッチを引き連れて応援に現れた。
角丸美佐（かどまる みさ）
誕生日：10月1日 / 年齢：19歳（1944年） / 身長：167cm / 原隊：扶桑皇国陸軍飛行第50戦隊 / 階級：中尉 / 固有魔法：金剛力 / 使用機材：キ43-II 「隼」II後期型 / 使用武器：九九式軽機関銃、M1919A6、短刀ほか / 使い魔：日向犬
ワイト島分遣隊の隊長。ネウロイとの戦闘で負傷したため、負傷療養を兼ね保養地であるワイト島方面の防衛隊へ転属を命じられ、分遣隊の隊長に就任した。しかし、自分のことを僻地に飛ばされた必要の無い人間だと思い込んでいたため、中々部隊をまとめ上げることができなかった。だが、そこに赴任してきたウィルマ・ビショップのおかげで自信を取り戻す。
固有魔法の「金剛力」は物質にこめた魔法力を一気に解放するもので、短刀に使用してネウロイを撃墜することができるが、近接戦闘となるため負傷率も高い。趣味はダーツだが、遊びで「金剛力」を用いて投擲した爪楊枝が壁ごとダーツボードを粉砕したため「魔弾の射手」と恐れられた。
アメリー・プランシャール（Amelie Planchard）
声 - 矢作紗友里
誕生日：11月22日 / 年齢：15歳（1944年） / 身長：150cm / 原隊：自由ガリア空軍アルザス飛行隊→バ・ド・カレー戦闘飛行隊「クロステルマン」 / 階級：軍曹 / 使用機材：スピットファイアMk.V/VG.39bis / 使用武器：ブレンMk.1 / 使い魔：アナウサギ
ワイト島分遣隊の隊員。魔法力も強く、座学も優秀だが、消極的に過ぎるきらいがあり、感動屋でちょっとしたことで大泣きしたりする。
ガリア北西部、ノルマンディーの農家の出身で、一族の家系では初の魔女とあって村では接し方がわからずにいたが、たまたま来ていた国の養成機関のスカウトに見いだされ国立ウィッチ養成機関に入校する。このことは幼い彼女にはつらい経験となった。ガリアにネウロイが侵攻してきたため養成学校の校長の判断でブリタニアに避難し、避難先で航空ウィッチとしての適性を見いだされた。
その後は少尉時代のペリーヌの列機を務めたが、その姿に感じるものがあったようで、崇拝に近い尊敬の念を抱いている。ペリーヌが501JFWにスカウトされた後、アフリカ戦線を経てワイト島分遣隊に配属される。
『ストライクウィッチーズ劇場版』、『ストライクウィッチーズ Operation Victory Arrow』Vol,3では、ペリーヌの屋敷に住み込み、ペリーヌやリーネとともに戦災にあった子供たちの世話やガリアの復興に尽力している。
フランシー・ジェラード（Francie Gerard）
誕生日：7月11日 / 年齢：14歳（1944年） / 身長：151cm / 原隊：リベリオン陸軍第8軍第339戦闘航空群第503戦闘飛行隊 / 階級：少尉 / 固有魔法：短距離加速 / 使用機材：ノースリベリオンP-51D / 使用武器：ブラウニーM1918、M9グレネードキャリアー、M1A1 / 使い魔：ポニー
リベリオン出身のウィッチ。愛称は「フラン」。小柄で負けず嫌い、敢闘精神旺盛な性格。階級は少尉であるが、リベリオンは養成学校卒業後すぐに少尉になるため実戦経験は少なく射撃能力も未熟であるいっぽう、地上攻撃に適性を持つ。
同じリベリオンウィッチであるシャーリーに憧れており、彼女と同じ機材を使用したりと、彼女を目標に努力している。
ラウラ・トート（Laura Toth）
誕生日：8月25日 / 年齢：17歳 / 身長：162cm / 原隊：オストマルク空軍第5戦闘飛行隊 / 階級：少尉 / 固有魔法：感覚加速 / 使用機材：Bf109G-6 / 使用武器：MG-42 / 使い魔：チロリアン・ハウンド
ワイト島分遣隊の戦闘隊長。オストマルクからの撤退戦で多くの仲間を失った経験から、口数が減り、仲間との協調を欠くようになる。自分のストライカーを自分で整備し、「アンカ」という愛称をつけて大切にしている。固有魔法の「感覚加速」は自身の知覚を加速させ、ネウロイの攻撃を避けることができる。
設立時の501JFWメンバーの一人であったが、数少ない友人だったランガーの離任により孤立し、協調性の欠如が悪化したことでやむなく離任となった。
人づきあいの悪さが目立ったが、分遣隊へのウィルマの着任後はその影響を受け、なんとか部隊に馴染むように努力している。

## オーロラの魔女
エイラ・イルマタル・ユーティライネン
「ストライクウィッチーズ」系統に記述。
ニッカ・エドワーディン・カタヤイネン
「ブレイブウィッチーズ」系統に記述。
ハンナ・ヘルッタ・ウィンド（Hanna Hertta Wind）
誕生日：7月30日 / 年齢：17歳（1944年） / 身長：161cm / 所属：スオムス空軍第24戦隊第1中隊 / 階級：少尉 / 固有魔法：不明 / 使用機材：Bf109G、Bf109K-4 / 使用武器：MG42 / 使い魔：ワシミミズク
愛称「ハッセ」。のちには「極北のマルセイユ」とも呼ばれる。本記事では「ハッセ」と表記する。
エイラに続くスオムス空軍第2位のエースウィッチで、特に射撃の腕前は神業級であることから「射撃のハンナ、回避のエイラ」と並び称される。
飛行24戦隊の戦闘隊長で、エイラ、ニパ、ラプラら若手ウィッチのまとめ役。高い戦闘能力と包容力のため、新人たちからの人気も高い。
のちに大尉に昇進し、『ブレイブウィッチーズPrequel』ではスオムス義勇独立飛行中隊隊長（第三代）を務め、同作後に部隊の507JFWへの改組に合わせて初代司令に就任したとされる。
ラウラ・ニッシネン（Laura Nissinen）
誕生日：7月31日 / 年齢：17歳（1944年） / 身長：164cm / 所属：スオムス空軍第24戦隊第2中隊 / 階級：少尉 / 固有魔法：不明 / 使用機材：F2A バッファロー、Bf109G-2 ほか / 使用武器：DP28軽機関銃、MG42機関銃 ほか / 使い魔：コリー
愛称は「ラプラ」。本記事では「ラプラ」と表記する。
飛行24戦隊の若手ウィッチのひとり。責任感が強く、いつもポーカーフェイスを保っている。新人には猛訓練を課すことで恐れられている。
エイニ・アンティア・ルーッカネン（Eini Antia Luukkanen）
誕生日：6月4日 / 年齢：21歳（1944年） / 身長：167cm / 所属：スオムス空軍第24戦隊第1中隊 / 階級：少佐 / 固有魔法：なし / 使用機材：Bf109G、D-21、ビヤスター・バッファロー、Bf109G-2、Yak-9 ほか / 使用武器：DP28軽機関銃、コレットM53 ほか / 使い魔：カレリアン・ベア・ドッグ
愛称は「エイッカ」。エイラたち飛行24戦隊の隊長。
固有魔法は持たないが、高い指揮管理能力と個人能力を持つ名指揮官としてエイラたちを率いる。目が悪く、眼鏡なしでは人がいる場所もわからないほど。
アウロラ・E・ユーティライネン（Aurora Edith Juutilainen）
誕生日：10月18日 / 年齢：21歳（1944年） / 身長：172cm / 所属：スオムス陸軍第12師団第34連隊第6中隊 / 階級：大尉 / 固有魔法：不明 / 使用武器：集束手榴弾カサパノス / 使い魔：オオカミ
エイラの姉で陸戦ウィッチ。フルネームは「アウロラ・エディス・ユーティライネン」。
陸戦用のストライカーユニット無しでも戦える高い実力を持つ優れた陸戦ウィッチであり、24戦隊に随伴するユニット回収班として働いている。
幼少期のエイラに航空ウィッチの存在を教えた人物。
『ブレイブウィッチーズ Prequel』にも登場し、502JFWにおいてユニット回収班を指揮している。

## 紅の魔女たち

### 第504統合戦闘航空団「アルダーウィッチーズ」
地中海方面統合軍総司令部に所属しロマーニャ北部方面を担当 。隊長はフェデリカ、戦闘隊長は竹井醇子。南方からの欧州反攻に備えて結成された。
フェデリカ・N・ドッリオ（Federica N Doglio）
誕生日：4月24日 / 年齢：20歳（1945年） / 身長：166cm / 原隊：ロマーニャ空軍第51航空団第20航空群第151飛行隊・飛行隊長 / 所属：赤ズボン隊（パンタローニ・ロッシ） / 階級：少佐（1944年） / 使用機材：G55、G55S / 使用武器：MG151、MG30 / 固有魔法：不明 / 使い魔：グレイハウンド
504JFW隊長。愛称は「リカ」。明るくサービス精神旺盛な性格で、民間にも有名で人気が高い。仕事はテキパキとこなすが、遊び心も忘れない。技術畑の人間だが理論よりもその時の己の感性にしたがって行動する天才タイプ。
元々はストライカーユニット技術者を目指していたが、後から空戦ウィッチとしての適性が判明し転身する。任官後はテスト・パイロットの道を選び、民生機の試作・実験において数多くの高度・速度記録を樹立し、ネウロイ侵攻後は実戦に参加。前線で目覚しい戦果を挙げ、「赤ズボン隊（パンタローニ・ロッシ）」に選抜された。その後、第二次マルタ島防衛戦での激戦で重傷を負い、長期の療養を余儀なくされたため事実上の引退状態にあったが、504JFW結成時に隊長として前線部隊に復帰する。実戦には参加せずに組織運営・管理に専念しているが、曲技飛行など広報活動には積極的に参加している。
504JFWでは赤ズボン隊の後輩であるフェルに目をかけ可愛がっているが、戦闘指揮については未熟と判断している。トラヤヌス作戦時には基地からヴェネツィア市民避難の要請を発し、基地からの脱出退避を陣頭指揮。オペレーション・マルスでも基地に留まったが、基地への攻撃を受けて飛び立ち、連戦する部下たちに弾薬を供給した。
小説『アフリカの魔女 ケイズ・リポート2』ではマルタ島守備についていたが、ネウロイとの戦いで重傷を負う。
竹井醇子
504JFW戦闘隊長。『天空の乙女たち』に記述。
フェルナンディア・マルヴェッツィ（Fernandia Malvezzi）
声 - 森永理科
誕生日：10月22日 / 年齢：18歳（1945年） / 身長：161cm / 原隊：ロマーニャ空軍第4航空団第9航空群第97飛行隊 / 所属：赤ズボン隊 / 階級：中尉 / 使用機材：Re2001CB、G55、G55S / 使用武器：MG42 / 固有魔法：軽度の治癒魔法 / 使い魔：マーモット
ロマーニャ公直轄部隊である「赤ズボン隊（パンタローニ・ロッシ）」の一員。愛称は「フェル隊長」。当記事では「フェル」と表記する。
勝ち気で自信家、有無を言わさぬ強引さがあるが、憎み切れない人懐っこさも併せ持つ。赤ズボン隊「三変人」のひとり。原隊である第97飛行隊で隊長を務めていたため、原隊を同じくするルチアナ、マルチナからは「フェル隊長」と呼ばれる。
ロマーニャのウィッチ養成軍学校の出身。本来、その治癒魔法の才を見込まれて魔法医学科に入学したが、本人は前線で戦える部署に入ることを強く希望して地上攻撃ウィッチ部隊に配属された。カールスラントで急降下爆撃隊のもとで戦術を習得、軍学校での親友であるルチアナ、マルチナの3人でチームを組むようになり、やがて大型の地上ネウロイを撃破する戦果を上げ、揃って赤ズボン隊に認められる栄誉を得た。その後、3人揃って504JFWに派遣される。
フェデリカの下で戦うことを望んでおり、自分ではなく醇子が戦闘隊長を務めることに反発して勝負を挑むが、力及ばず素直に未熟を認めて醇子に従う。トラヤヌス作戦では人型ネウロイ接触要員の護衛として出撃し、その後の撤退戦でも前線に立つが、殿をアンジーに委ね撤退する。オペレーション・マルスでは、戦艦大和の護衛任務から中途離脱して帰還中に504JFW基地への敵機襲来の報を受け、基地防衛に駆けつけた。
『ストライクウィッチーズ2』では第1話のトラヤヌス作戦描写および最終話で登場し、『ストライクウィッチーズ劇場版』ではヴェネツィアでのネウロイ撃破に一役買う。ニンテンドーDS版ゲーム『いやす・なおす・ぷにぷにする』にも登場している。
ルチアナ・マッツェイ（Luciana Mazzei）
声 - 広橋涼
誕生日：1月10日 / 年齢：19歳（1945年） / 身長：173cm / 原隊：ロマーニャ空軍第4航空団第9航空群第97飛行隊 / 所属：赤ズボン隊 / 階級：少尉 / 使用機材：G55 / 使用武器：ボーイズ対装甲ライフル、S-18/1000 20ミリ対装甲ライフル / 固有魔法：不明  / 使い魔：グレイハウンド
「赤ズボン」隊の一員。温和な性格で常識派を自認するが、意外に珍妙なことをつぶやくこともあり、赤ズボン隊「三変人」に数えられている。スポーツ万能で大口径ライフルによる狙撃に優れ、チームの後衛を務める。
フェルとはウィッチ養成軍学校以来の親友。本来は服飾に興味があり、ウィッチ用の機材や被服の開発職を希望していたが、フェルに射撃能力を見込まれてしまい、強引に戦闘部隊に引っ張り込まれることになった。研究に努力を惜しまない理論家。赤ズボン隊三人組の参謀的存在としてチームをまとめ、504JFWではフェデリカの右腕として事務仕事もこなす。
トラヤヌス作戦では人型ネウロイ接触要員の護衛として出撃し、その後の撤退戦でも前線に立つが、殿をアンジーに委ね撤退する。オペレーション・マルスでは、戦艦大和の護衛任務からフェル、マルチナとともに中途離脱し、504JFW基地の防衛に駆けつけた。
フェル、マルチナと同様に、『ストライクウィッチーズ2』第1話と最終話、ラスト、ニンテンドーDS版ゲーム『いやす・なおす・ぷにぷにする』に登場している。『ストライクウィッチーズ劇場版』にも登場。
マルチナ・クレスピ（Martina Crespi）
声 - 水橋かおり
誕生日：9月2日 / 年齢：17歳（1945年） / 身長：153cm / 原隊：ロマーニャ空軍第4航空団第9航空群第97飛行隊 / 所属：赤ズボン隊 / 階級：曹長 / 使用機材：G55、G55S / 使用武器：MG42 / 固有魔法：不明 / 使い魔：ボロニーズ
「赤ズボン」隊の一員で愛称は「ティナ」。ロマーニャ南部の良家の娘だが、礼儀作法にうるさい両親に反発して飛び出し一般入隊した。明るくて社交的ではあるが、めんどうくさがりの道楽家。
バレエとサッカーをたしなむことから柔軟な身体能力を持ち、それを生かした独特の機動センスが持ち味。超接近戦を好み、ネウロイのコアを「蹴って」破壊したという珍しい戦歴がある。しかし、目の前の敵に拘泥しすぎるなど、戦略的な視点に欠ける面も。フェルとはケンカ友達のような関係で、ルチアナになついている。戦闘時にはフェルとともに前衛を務め、遊撃を担当。
トラヤヌス作戦では人型ネウロイ接触要員の護衛として出撃し、その後の撤退戦でも前線に立つが、殿をアンジーに委ね撤退する。オペレーション・マルスでは、戦艦大和の護衛任務からフェル、ルチアナとともに中途離脱し、504JFW基地の防衛に駆けつけた。
フェル、ルチアナと同様に、『ストライクウィッチーズ2』第1話と最終話、ニンテンドーDS版ゲーム『いやす・なおす・ぷにぷにする』に登場している。『ストライクウィッチーズ劇場版』にも登場。
ドミニカ・S・ジェンタイル（Dominica S Gentile）
誕生日：12月6日 / 年齢：19歳（1945年） / 身長：174cm / 原隊：リベリオン陸軍第8航空軍第336戦闘航空隊 / 階級：大尉 / 使用機材：P-51B→P-51D / 使用武器：M1919A6、コレットM1917リボルバー、M1A1サブマシンガン、M1911ハンドガン / 固有魔法：不明 / 使い魔：鷲
リベリオンのロマーニャ系移民の末裔。あだ名は「大将」。「ワンマン・エアフォース」の異名を持つリベリオンのトップエース。
一見無気力な態度をとっているが、実は心意気と熱血さにあふれた思い切りのいい性格。僚機のジェーンとは友情を超えた「夫婦」に近い関係であり、ストレートな愛情表現を隠そうともしない。
ボクシングを趣味とし、抜群の体力と動体視力を持つ。相棒のジェーンと共に「ワンツーパンチ」と呼ばれる連携攻撃を行い、「会敵したら、突っ込み、撃ち、墜とす」という単純明快なる戦術を身上とする。
ジャンク屋の手伝いをしながら育ち、「給料がいい」のを一番の理由に航空ウィッチに志願するが、リベリオン陸軍に受け入れられずファラウェイランド空軍に入隊。ブリタニアに派遣される。その活躍を見たリベリオン軍の入隊許可を逆に拒否したため、中尉任官で新人扱いしないという条件で転属する。
欧州で優秀な戦果を挙げ帰国命令が出るも、前線に残るために拒否。504JFWの発足を伝え聞き、基地に強行着陸して強引に参加する。結局後追いで前線残留と504JFW派遣が認められた。トラヤヌス作戦時には地上待機中で基地防衛にあたったが、ジェーンをかばって負傷入院する。
ジェーン・T・ゴッドフリー（Jane T Godfrey）
誕生日：3月28日 / 年齢：18歳（1945年） / 身長：162cm / 原隊：リベリオン陸軍第8航空軍第336戦闘航空隊 / 階級：大尉 / 使用機材：P-51B→P-51D / 使用武器：ブラウニーM2 / 固有魔法：不明 / 固有魔法：不明 / 使い魔：ダルメシアン
ドミニカの僚機で、マイペースなドミニカの公私双方でのパートナー。
中流家庭の生まれで比較的順風満帆な人生を送ってきており、曲者ぞろいの軍隊のなかでは圧倒されるばかりの「普通人」。大エースのドミニカに旧式機でついていけるだけの技量がある。
リベリオン東海岸の大都市に生まれ、ウィッチになってからは優秀かつ堅実に任務をこなしていたが、ドミニカとの出会いが転機となった。その神がかり的戦闘に驚愕しながらもぴたりと追随したために、その驚きも冷めやらぬうちにドミニカの強引な申し出で僚機に固定されてしまった。最初は戸惑っていたが、やがて公私共にドミニカの女房役となる。ドミニカを「大将」と呼び、すっかり自他共に認める「夫婦」だが、未だにパートナーの行動には驚かされっぱなしのようである。
ドミニカが命令を無視して勝手に504JFWへの参加を決めた際、進んで同行し、504JFWに参加。トラヤヌス作戦時には地上待機中で、ドミニカとともに基地防衛にあたる。
アンジェラ・サラス・ララサーバル（Angela Salas Larrazabal）
誕生日：10月1日 / 年齢：19歳（1945年） / 身長：161cm / 原隊：ヒスパニア空軍派遣部隊「青中隊」指揮官 / 階級：中尉 / 使用機材：Bf109E-4→G55S / 使用武器：PzB39、ボーイズMk.1対装甲ライフル / 固有魔法：魔法炸裂弾 / 使い魔：アンダルシアン
大戦勃発以前のヒスパニア戦役から戦歴を重ねるベテラン。通称「アンジー」。本記事では「アンジー」と表記する。
固有魔法は、銃弾に魔法力を込めて発射し、標的に命中したときに炸裂させて威力を増す魔法炸裂弾。極めて寡黙で責任感が強いが、褒められることが苦手な照れ屋でもある。パティから好意を寄せられているが、気づいていない。
ヒスパニアの厳格な役人の一家に生まれ、ヒスパニア戦役の際、幼いながらロマーニャ義勇軍に志願して参戦。第二次ネウロイ大戦勃発後にはヒスパニア義勇軍「青中隊」の一員としてカールスラントやオストマルクに派遣され、カールスラント軍やロマーニャ軍と共に撤退戦を戦う。この戦功から、外国人ながらロマーニャ「赤ズボン隊」の隊員たるの名誉を受け、さらにアフリカ戦線にも転戦した。
トラヤヌス作戦では人型ネウロイ接触要員の護衛として出撃するが、その後の撤退戦では殿を務めて重傷を負い、療養を余儀なくされる。オペレーション・マルス直前に復帰。戦艦大和護衛任務から赤ズボン隊3名およびパティとともに中途離脱して帰還中、遭遇したネウロイをパティとともに食い止める。その過程で負傷の経験からパティに辛く当たってしまうが、パティに守られたことで決意を新たにし、和解する。
パトリシア・シェイド（Patricia Schade）
誕生日：7月15日 / 年齢：18歳（1945年） / 身長：160cm / 原隊：ブリタニア空軍第126飛行隊 / 階級：中尉 / 使用機材：スピットファイアMkV、スピットファイアMk.22 / 使用武器：M1919A6 / 固有魔法：不明 / 使い魔：白いイエネコ
かつ明るく社交的だが、年齢の割に諦観があり落ち着いたブリタニアウィッチ。愛称は「パティ」。本記事では「パティ」と表記する。
個人の戦果よりも僚機のサポートを得意とする支援型のウィッチで、一歩引いて戦局を見据えて行動する。シールドコントロールの名人であり、状況に合わせて大きさや強さを細かく制御して長時間の防御戦闘を行うことができる。
実業家である父とウィッチの母の間に生まれ、幼少の頃からブリタニア連邦の各地を祖父や父と共に見聞してきた。マルタ島防衛時にはフェデリカの指揮下で、彼女の負傷を目の前で見ていた。
504JFWではアンジーとコンビを組んでいる。トラヤヌス作戦時は基地に待機しており、撤退戦で殿に残ったアンジーを心配する。さらには父を頼り504JFW復旧への支援を取り付ける。オペレーション・マルスでは戦艦大和護衛任務から赤ズボン隊3名とアンジーとともに中途離脱し帰還中、遭遇したネウロイをアンジーとともに食い止める。負傷の経験を気にするアンジーを気にかけ拒絶されるが、もう誰かが傷つくのは見たくないという思いからアンジーを守り抜く。
『アフリカの魔女 ケイズ・リポート』2巻では、フェデリカの下でマルタ島の防衛に従事する。
中島錦
『蒼空の乙女たち』に記述。
諏訪天姫
『蒼空の乙女たち』に記述。

### 「アルダーウィッチーズ」構成員以外のウィッチ
カルラ・ルースポリ
所属：ロマーニャ空軍第4航空団第9航空群第73飛行隊飛行隊長 / 階級：大尉 / G55
ロマーニャ公国空軍航空映画部部長。自ら映画撮影用カメラを持って飛行し、多くのウィッチの姿をフィルムに記録していった。501JFW基地にも出入りしているようで、バルクホルンらが彼女について語る場面がある。
フェデリカがウィッチのセクシーカレンダー制作を思い立った際、フェデリカ自身による見本の作成に呼ばれ、504JFWの様子を記録する。
「全記録」において「記録写真」とされるアニメ本編画像の多くが彼女によって撮影された設定。空戦中のウィッチを後ろから追いかけるカメラアングルは、彼女が得意とする構図であるとされる。

## ノーブルウィッチーズ
小説『ノーブルウィッチーズ』、コミック『ノーブルウィッチーズ 第506統合戦闘航空団』の登場人物。

### 第506統合戦闘航空団「ノーブルウィッチーズ」
西部方面統合軍総司令部に所属、オストマルクから西、カールスラント、ガリア、ブリタニアおよび西欧諸国担当。ガリア共和国に司令部を置く。ガリア政府の「506は貴族ウィッチだけで構成する」という指針により編成は困難を極め、発言力を務めたいリベリオン合衆国の要求やブリタニア連邦の強硬な反対の末、貴族ウィッチ主体のA部隊（基地はセダン）とリベリオンウィッチのB部隊（基地はディジョン）に分置された。隊長・A部隊隊長はロザリー、戦闘隊長はハインリーケ、B部隊隊長はジーナがそれぞれ務めている。

#### A部隊
黒田那佳（くろだ くにか）
声 - 中村繪里子
誕生日：9月17日 / 年齢：15歳（1944年末） / 身長：158cm / 原隊：扶桑皇国陸軍飛行第33戦隊 / 階級：中尉 / 使用機材：Bf109K-4 / 使用武器：ホ103、MG42、MG151/20、ルガーP08、扶桑号/ 使い魔：柴犬
小説版「ノーブルウィッチーズ」の主人公。華族「黒田家」の傍系の家に生れたが、506JFW創設にあたり黒田家本家にウィッチの素質を持つ子女がいなかったため本家に養子として招かれた。黒田家に伝わる槍、「扶桑号」を接近戦の武器として振るう。
おっちょこちょいだがちゃっかりしたお調子者で金がからむとせこいプチ守銭奴。しかし常に前向きで、諦めが悪いという美点がある。
貴族への反感の強いリベリオンウィッチたちとも短時間で打ち解け、我知らずAB両部隊の架け橋として活躍する。
ロザリー・ド・エムリコート・ド・グリュンネ（Rosalie De Hemricourt De Grunne）
声 - 野水伊織
誕生日：1925年11月18日/ 年齢：19歳 / 身長：159cm / 原隊：ブリタニア空軍 / 階級：少佐 / 使用機材：スピットファイアMk22 / 使用武器：ブレン軽機関銃Mk.IV / 使い魔：ビション・フリーゼ犬
506JFW名誉隊長およびA部隊隊長。ガリアとベルギカの伯爵家のウィッチ。506JFWのうち、ガリアのセダン基地に配置された「A部隊」を指揮する。
長期療養開けの上に年齢的な問題から戦闘指揮は行わず、名誉隊長として事務的な任務を負っている。
設立時の事情から二つに分かれてしまった部隊の間で交流と調整を図ろうと常に苦労している。
『ストライクウィッチーズ劇場版』にも登場し、B部隊との連絡途絶を告げる。
ハインリーケ・プリンツェシン・ツー・ザイン・ウィトゲンシュタイン（Heinrike Prinzessin zu Sayn-Wittgenstein-Sayn）
声 - 川澄綾子
誕生日：1928年8月14日 / 年齢：16歳（1944年末） / 身長：163cm / 原隊：カールスラント空軍第5夜間戦闘航空団第4飛行隊司令 / 階級：大尉→少佐（劇場版） / 固有魔法：魔導針 / 使用機材：Ju88Cb / 使用武器：MG151/20 / 使い魔：黒猫
506JFW A部隊戦闘隊長。オラーシャに起源を発し、カールスラントに移住した貴族の生まれ。ウィトゲンシュタイン家は現在も欧州各地に影響力を及ぼす名家である。王女（プリンツェシン）の称号をもつ。
幼少の頃から貴族、そしてウィッチとしての使命を厳しくしつけられ、世間知らずに育った。そのため、他人にも過剰に完璧を期するきらいがあり、部下や整備兵にきつくあたってしまうことがある。しかし、褒めるべき時には素直に褒め、己にも同等に厳しくあることを自ら課す態度ゆえに嫌われることはなく、逆にカリスマ性と高貴さに溢れた振る舞いに心酔し、一種の信者と化す者も多いようである。一人称は「わらわ」。
同じナイトウィッチであり、年齢も撃墜スコアも近いハイデマリーにライバル意識を持っていたが、やがて彼女の出自とその固有魔法ゆえの苦悩を知り、色々な支援を贈るようになった。ナイトウィッチ同士の通信コミュニケーションについても、「子供の遊び」と馬鹿にしていたが、ハイデマリーの影響もあって参加を検討しているようである。積極果敢な戦いで、ナイトウィッチとしてはカールスラントで3位（人類全体でも3位）のスコアを挙げている。
『ストライクウィッチーズ劇場版』にも登場し、ネウロイの攻勢を受けて出撃する隊員を叱咤する。
アドリアーナ・ヴィスコンティ（Adriana Visconti）
声 - 山崎はるか
誕生日：11月1日 / 年齢：18歳（1944年末） / 身長：175cm / 原隊：ロマーニャ空軍第54航空団第7航空群第76飛行隊 / 階級：大尉 / 固有魔法：超聴力 / 使用機材：MC.205V / 使用武器：MG42、フリーガーハマー等 / 使い魔：カラカル（猫）
没落貴族の家系出身。カリスマ性と勇気、そして高い技量を兼ね備えたロマーニャでも有数の指揮官である。
独善的で強気な性格のため、似たような気質のハインリーケとは衝突が絶えない。
イザベル・デュ・モンソオ・ド・バーガンデール（Isabelle du Monceau de Bergendal）
声 - 仲谷明香
誕生日：12月10日 / 年齢：16歳（1944年末） / 身長：162cm / 原隊：ブリタニア空軍 / 階級：少尉 / 使用機材：スピットファイアMk.22 / 使用武器：ボーイズ対装甲ライフルMk.I、Mle1930等 / 使い魔：ブービエ・デ・フランダース犬
ベルギカの貴族の生まれだが、ウィッチであることを隠すために両親によって男子として育てられた。故国がネウロイによって陥落した後、身分を偽ってブリタニア空軍に亡命していた。しかし出自が明らかになると、506JFWの一員として招聘された。
その育ち故に中性的な雰囲気を持ち、那佳からは男性名の「アイザック君」と呼ばれている。
ジョークとイタズラを好む軽妙洒脱な一面を持つ。
カルラ・G・E・フォン・ローゼン（Carla G E Von Rosen）
A部隊の非正規メンバー。バルトランド出身。

#### B部隊
ジーナ・プレディ（Geena Preddy）
声 - 東山奈央
誕生日：2月5日 / 年齢：19歳 / 身長：167cm / 原隊：リベリオン陸軍第352戦闘航空群第328戦闘飛行隊隊長 / 階級：中佐 / 固有魔法：ホークアイ / 使用機材：P-40、P-47、P-51D  / 使用武器：AN/M2重機関銃 / 使い魔：オオタカ
B部隊隊長。通称「ブルーレッグス」「アンラッキー・プレディ」。訓練中の事故や機銃の暴発といった不運に巡り会う事が多い。 極めて冷静沈着で趣味であるクロスワードを解きながら思索にふけることが多い。そのため一見取っ付きにくい人物に思えるが、部下の面倒見は良い。
オープンでアクが強いメンバーが多いB部隊をうまくまとめている。アンラッキーについては優秀な副官であるクハネック軍曹がついたことによりかなり解消された。
固有魔法を活かした狙撃戦を得意とする。幼いころ、父のすすめでオールド・ウルフというネイティブ・リベリアンの元で修行をして狙撃術を学び、人生観の上でも大きな影響を受けた。
マリアン・E・カール（Marian E Carl）
声 - 藤村歩
誕生日：11月1日 / 年齢：17歳（1944年末） / 身長：166cm / 原隊：リベリオン海兵隊 / 階級：大尉 / 固有魔法：加速 / 使用機材：XP-51G / 使用武器：M1919A6、M2重機関銃等 / 使い魔：クォーターホース
B部隊副隊長。見た目は金髪の麗しい令嬢だが、農家の大家族に育ち、極めて口が悪い。そして貴族階級への毛嫌いが激しい。お手盛りの出世の道を断り、正規の教育と試験を受けて海兵隊に任官された努力家である。那佳の影響もあり、近頃は貴族への批判はだいぶ和らいでる。 スピードへの熱い情熱を持ち、501JFWのシャーリーとも親交を持つ。その記録を破る日を夢見て、ストライカーユニットのチューンアップに日頃から励んでいる。
ジェニファー・J・デ・ブランク（Jennifer J de Blanc）
声 - 明坂聡美
誕生日：2月15日 / 年齢：16歳（1944年末） / 身長：162cm / 原隊：リベリオン海兵隊 / 階級：大尉 / 使用機材：F7F-3N / 使用武器：AN/M2重機関銃、ヒスパノ・スイザHS.404 20mm機関砲 / 使い魔：スパニッシュ・グレイハウンド犬
リベリオンに移住したヒスパニア貴族の末裔。貴族としてふさわしく振る舞って生活することのプレッシャーに耐えかねて、海兵隊に志願しウィッチとなった。生来の控えめで引っ込み思案な性格がたたり、その後も自信を持てずにいた。夜間戦闘用レーダーを搭載した新型ストライカーを装備してのナイトウィッチとしての戦闘を経て、ついに506JFWに居場所を見出した。
カーラ・J・ルクシック（Carla J Luksic）
声 - 三澤紗千香
誕生日：6月20日 / 年齢：16歳 / 身長：157cm / 原隊：リベリオン陸軍第352戦闘航空群第328戦闘飛行隊 / 階級：中尉 / 使用機材：P-47、P-51D / 使用武器：M2重機関銃（水冷モデル） /使い魔：メインクーン（猫）
リベリオン人ながら、ブリタニアへの駐留経験を持つ。そのためB部隊の中では一番欧州での生活に親しんでおり、フォーマルな場での振る舞いもある程度心得ている。コーラをこよなく愛する甘党であり、ハワイ生まれの元気娘。

### 「ノーブルウィッチーズ」以外の人物
クローディア・モーリアック
ガリアの大衆紙『ル・タン』の少女記者。
クリス・キーラ
ガリア諜報部の要員。セダン基地での爆発事件調査に訪れる。
サマンサ・スペード
リベリオン、ニューヨーク市警の女刑事。事件調査のため訪欧し、セダン基地を訪れる。

## エーリカ・ハルトマン1941
エーリカ・ハルトマン
「ストライクウィッチーズ」系統に記述。
ゲルトルート・バルクホルン
「ストライクウィッチーズ」系統に記述。
ミーナ・ディートリンデ・ヴィルケ
「ストライクウィッチーズ」系統に記述。
ハリエット・スティーア（Harriet Steer）

ヴィクトリア・ウルバノウィッチュ（Wiktoria Urbanowicz）

## 3誌連動連載イラストコラム「ワールドウィッチーズ」
イラストコラム連載で紹介されたウィッチのうち、ここまでに上記した他作品項での記載が無いものを記載する。
エルフリーデ・シュライバー（Elfriede Shreiber）

エウゲーニャ・ホルバチェフスキ（Eugenia Horbaczewski）

グレーテ・M・ゴロプ（Grete M Gollob）
誕生日：6月16日 / 年齢：20歳（1944年末） / 原隊：オストマルク空軍 / 階級：少佐 / 固有魔法：空間把握 / 使用機材：Bf109-F-4 / 使用武器：MG34、他多数 / 使い魔：ワタリガラス
505JFW隊長。
コンスタンティア・カンタクジノ（Constantia Cantacuzino）
誕生日：11月11日 / 年齢：20歳（1945年末） / 原隊：ダキア53戦闘飛行隊→ダキア空軍第7戦闘航空群 / 階級：予備大尉 / 固有魔法：弾丸の再加速 / 使用機材：IAD-80 / 使用武器：MG34、他多数 / 使い魔：魔狼
ハンナ・フィリーネ（Hanna Philine）

ヘルマ・レンナルツ（Helma Lennartz）
誕生日：10月10日 / 年齢：13歳（1944年） / 身長：147cm / 所属：カールスラント空軍131先行実験隊「ハルプ」第3飛行中隊 / 階級：曹長 / 使用機材：フラックウルフ Fw190A、Me262 / 使用武器：MK108、MG42、MG131 / 使い魔：黒猫
通称「黄の7」。新型の「噴流式」ストライカーユニットの実戦テスト部隊に所属するウィッチ。同ストライカーによって初めてネウロイを撃墜し、その後も戦果を挙げつづけて「大物食い」として知られることとなる。
部隊には、その設立の経緯ゆえにベテランのウィッチが多い中、若い彼女が抜擢されたのは異例のことであった。性格は生真面目で几帳面、「航空歩兵たるもの、全軍人の模範たるべし」と、上官のウィッチにまで意見することも多数。しかし、幼さゆえかまともには相手されておらず、むしろその真面目な言動が可愛がられて隊のマスコット的存在となっている。トゥルーデを理想のウィッチとして崇拝しており、漫画版『キミとつながる空』で共に特別任務に就いた際はエーリカの更生を目指して意気投合している。
ヘルミーナ・ヨハンナ・ジークリンデ・レント（Hermina Johanna Siglinde Lent）

樫田勇美（かしだ いさみ）

ヨハンナ・ウィーゼ（Johanna Wiese）

西沢義子（にしざわ よしこ）
声 - 黒沢ともよ
誕生日：1月27日 / 年齢：19歳（1944年末） / 所属：扶桑皇国海軍横須賀航空隊 / 階級：飛曹長 / 使用機材：零式艦上戦闘脚二一型 / 使用武器：九九式二号二型改13mm機関銃 / 使い魔：イエネコ
「リバウの魔王」の二つ名で呼ばれる天才的なウィッチ。
戦いにおいては繊細・華麗にして芸術的な空戦テクニックを見せ、美緒と醇子をして「かなわない」と言わしめるほど。しかし全ての行動を感覚的に行う天才タイプであり、人の名前や顔を覚えるのが苦手。豪快奔放な性格のため、指揮官や教官には全く向かない。唯一の弱点は胃腸の繊細さ。
母がウィッチ用の被服関係の仕事に就いていた関係で、幼い頃からウィッチと触れる機会が多かった彼女は、能力が発現するや航空ウィッチに志願することを決意する。しかし、当初は陸軍用の巫女服型の衣装に憧れていた。こっそり軍に納品前の飛行服を着込んでいるところを、海軍の教官である横川少尉に見つかってしまうが、義子の才能を見込んだ彼女は独断で練習用ストライカーで体験飛行をさせて、海軍への入隊を強く勧めた。その時の横川少尉と共に飛ぶ姿がイラストコラムにおいて描かれている。
入隊後はたちまち頭角を現し、遣欧艦隊の一員としてリバウに派遣される。そこで坂本美緒、竹井醇子とも知り合い、「リバウの三羽烏」と揃って称されるようになる。
欧州への派遣が終わったあとは内地に教官として赴任するように命令されたが、当人の意向と美緒と醇子の進言により、結局帰国せずに遣欧艦隊に籍を置いたまま各地を放浪して回っている。
犬房由乃（いぬふさ ゆの）
誕生日：3月31日 / 年齢：19歳 / 原隊：扶桑皇国陸軍飛行第50戦隊 / 階級：曹長 / 使用機材：キ43一式戦闘脚 隼 / 使い魔：秋田犬

## その他のウィッチ
統合戦闘航空団、統合戦闘飛行隊の一員として登場する人物のみを記載する。

### 第501統合戦闘航空団「ストライクウィッチーズ」（過去の所属者）
501JFW構成員のうち、アニメ『ストライクウィッチーズ』以前に離脱したとされる人物。
ラウラ・トート
片翼の魔女たちに記述。
諏訪真寿々（すわ ますず）
原隊：扶桑皇国陸軍独立飛行47中隊 / 階級：中尉 / 使用機材：川滝航空機工業キ60試製戦闘脚
諏訪天姫と諏訪五色の姉。501JFW離脱後、行方不明になっている。
ペトラ・ダンフォード
カルラ・ハインリーケ・ランガー

### 第503統合戦闘航空団「タイフーンウィッチーズ」
東部方面統合軍総司令部に所属。タイフーン作戦の結果結成され、オラーシャ中央部からのカールスラント東部奪回を目的とする部隊。チェリャビンスクに本拠地を置く。
ブロニスラヴァ・フェオクチストヴナ・サフォーノフ
原隊：オラーシャ北洋艦隊航空隊第72混成飛行隊隊長→オラーシャ空軍第78戦闘航空連隊司令 / 階級：中佐 / 使用機材：MiG60、MiG i-225
503JFW司令。部下思いの人格者で優秀な指揮官。ボニンとは戦友で、深い親交がある。
『ブレイブウィッチーズPrequel』第2巻特典ドラマCDにおいて、ボニンに託したラル宛ての伝言が紹介されている。
フーベルタ・フォン・ボニン
503JFW副司令。詳細は「ストライクウィッチーズ」系統に記述。
ヴァルトラウト・ノヴォトニー
原隊：オストマルク空軍→カールスラント空軍第54戦闘航空団第1飛行隊司令 / 階級：大尉 / 使用機材：Fw190A-4、Fw190D-9
503JFW戦闘隊長。オストマルク空軍からカールスラント空軍へと転籍した歴戦のウィッチで、タイフーン作戦で目覚しい戦果を挙げてカールスラント初の250機撃墜を達成したいっぽう、指揮能力も極めて高い。
アレクサンドラ・シェルバネスク
詳細は「ルミナスウィッチーズ」に記述。
オティーリエ・キッテル
原隊：カールスラント空軍第54戦闘航空団錬成中隊 / 階級：少尉 / 使用機材：Fw190D-9
ノヴォトニーの僚機で、その片腕と評される。ノヴォトニーの指導下で撃墜機数を大きく増やし、カールスラントでもトップクラスのエースとなった。
ガリーナ・ドミトリエヴナ・コストイリョーフ
原隊：オラーシャ空軍 / 階級：大尉 / 使用機材：MiG i-225
外向的で陽性なウィッチ。原隊が撤退時の混乱で消滅したことからカールスラント空軍第54戦闘航空団に自主的に参加し、503JFWメンバーに選ばれる。
ロザリー・ド・ラ・ポワプ
詳細は「ルミナスウィッチーズ」に記述。
川口文代
詳細は「ルミナスウィッチーズ」に記述。

### 第505統合戦闘航空団「ミラージュウィッチーズ」
太平洋方面総司令部に所属。「最も長い撤退戦」と呼ばれる、バルカン半島からカスピ海への脱出戦を戦い抜いた部隊を母体とする、オストマルク奪回を目的とする部隊。隊長はグレーテ、戦闘隊長はアーリャ。
グレーテ・M・ゴロプ
505JFW隊長。詳細はイラストコラム「ワールドウィッチーズ」に記述。
アーリャ・V・アレリューヒン
原隊：オラーシャ空軍 / 階級：大尉
505JFW戦闘隊長。
コンスタンティア・カンタクジノ
詳細はイラストコラム「ワールドウィッチーズ」に記述。
ストヤナ・ストヤノワ
原隊：モエシア王立空軍 / 階級：中尉
ヴァシリーサ・M・ヴァシリアデス
原隊：ギリシャ空軍 / 階級：准尉 / 使用機材：ホーク・エアクラフト ハリケーン
犬房由乃
詳細はイラストコラム「ワールドウィッチーズ」に記述。
黒江綾香
詳細は『ストライクウィッチーズ零』に記述。

### 第507統合戦闘航空団「サイレントウィッチーズ」
北部方面統合軍司令部に所属。スオムス義勇独立飛行中隊「オーロラ」を前身とし、スオムス、バルトランドなど北欧方面の防衛と502JFW、503JFWの後衛が主任務。隊長はハンナ、戦闘隊長は迫水ハルカ。前身のスオムス義勇独立飛行中隊については「スオムスいらん子中隊」系統を参照。
ハンナ・ヘルッタ・ウィンド
詳細は『オーロラの魔女』に記述。
迫水ハルカ
「スオムスいらん子中隊」系統に記述。
三隅美也
「ブレイブウィッチーズ」系統に記述。

### 第508統合戦闘航空団「マイティウィッチーズ」
リベリオン総軍が主導している統合戦闘航空団。太平洋全域の防衛が主任務だが、海上からの欧州上陸も目的とする。航空母艦を拠点とする唯一の航空機動部隊。隊長はジェーン、戦闘隊長は新藤美枝。
ジェーン・S・サッチ
「スオムスいらん子中隊」系統に記載。
新藤美枝
「ブレイブウィッチーズ」系統に記載。
セシリア・E・ハリス
「アフリカの魔女」系統に記載。
雁淵孝美
「ブレイブウィッチーズ」系統に記述。
デリア・M・ジェラム
原隊：ブリタニア空軍 / 階級：大尉
ジェイミー・E・スウェット
原隊：リベリオン海兵隊第221海兵戦闘飛行隊
ドロシー・ベイカー
原隊：リベリオン海兵隊 / 階級：中尉
松田昌子
原隊：扶桑皇国海軍 / 階級：少尉 / 使用機材：紫電一一型
小村定恵
原隊：扶桑皇国海軍 / 階級：少尉 / 使用機材：紫電二一型